# Max Domenig

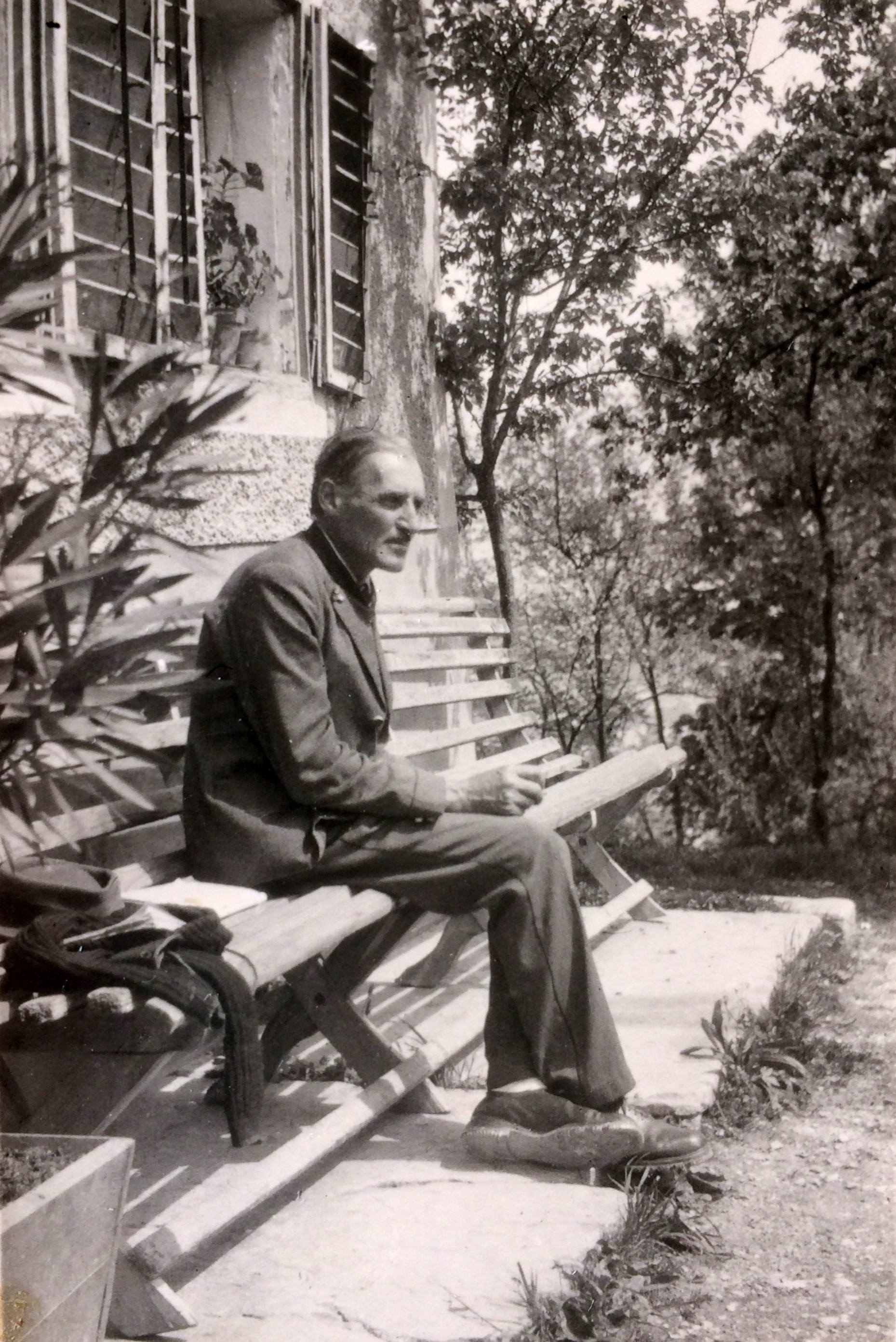
Max Domenig vor seinem Bauernhaus, Hallein Riesen ca. 1950

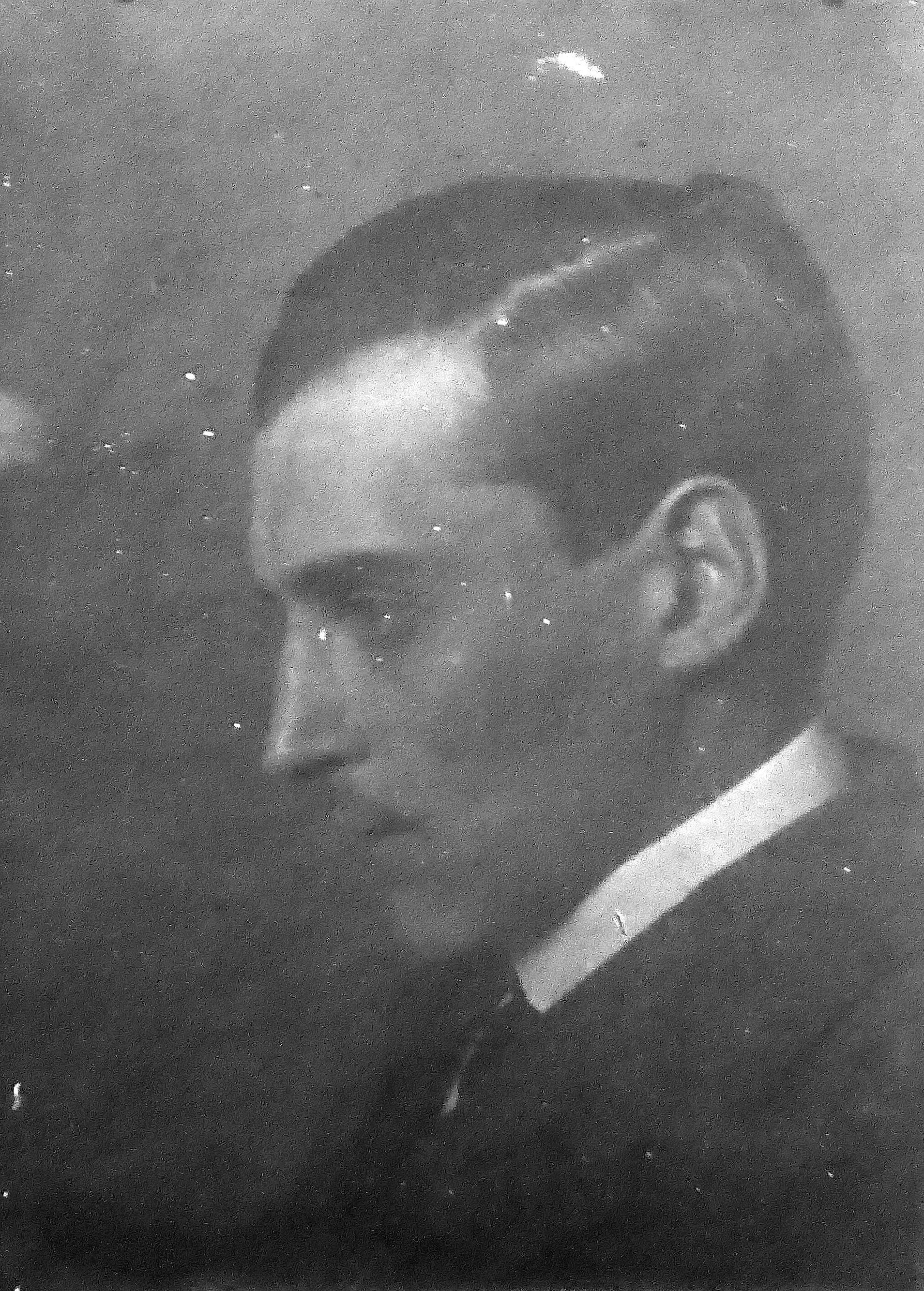
Max Domenig, ca. 1919

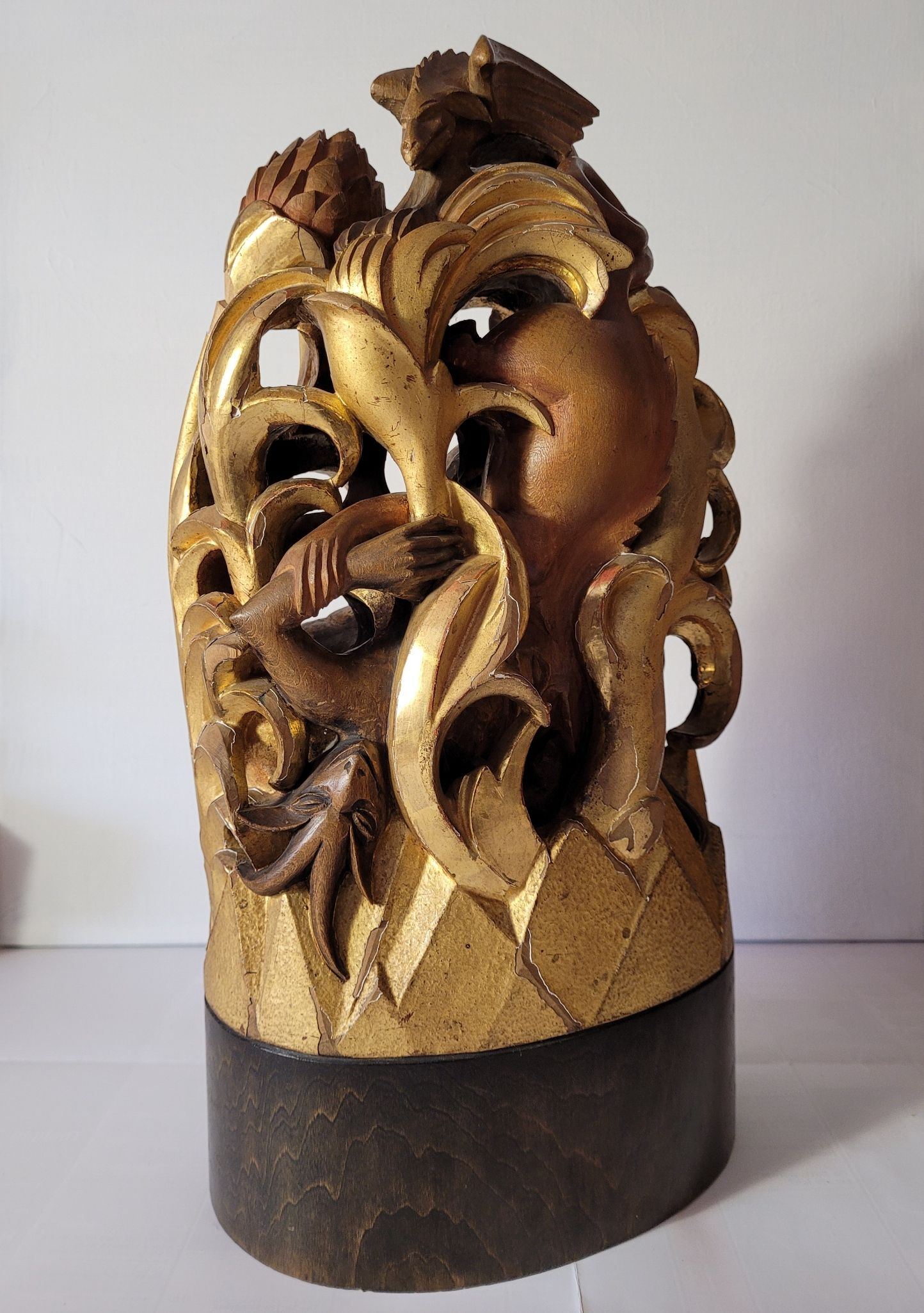
Holzskulptur von Max Domenig, 1924

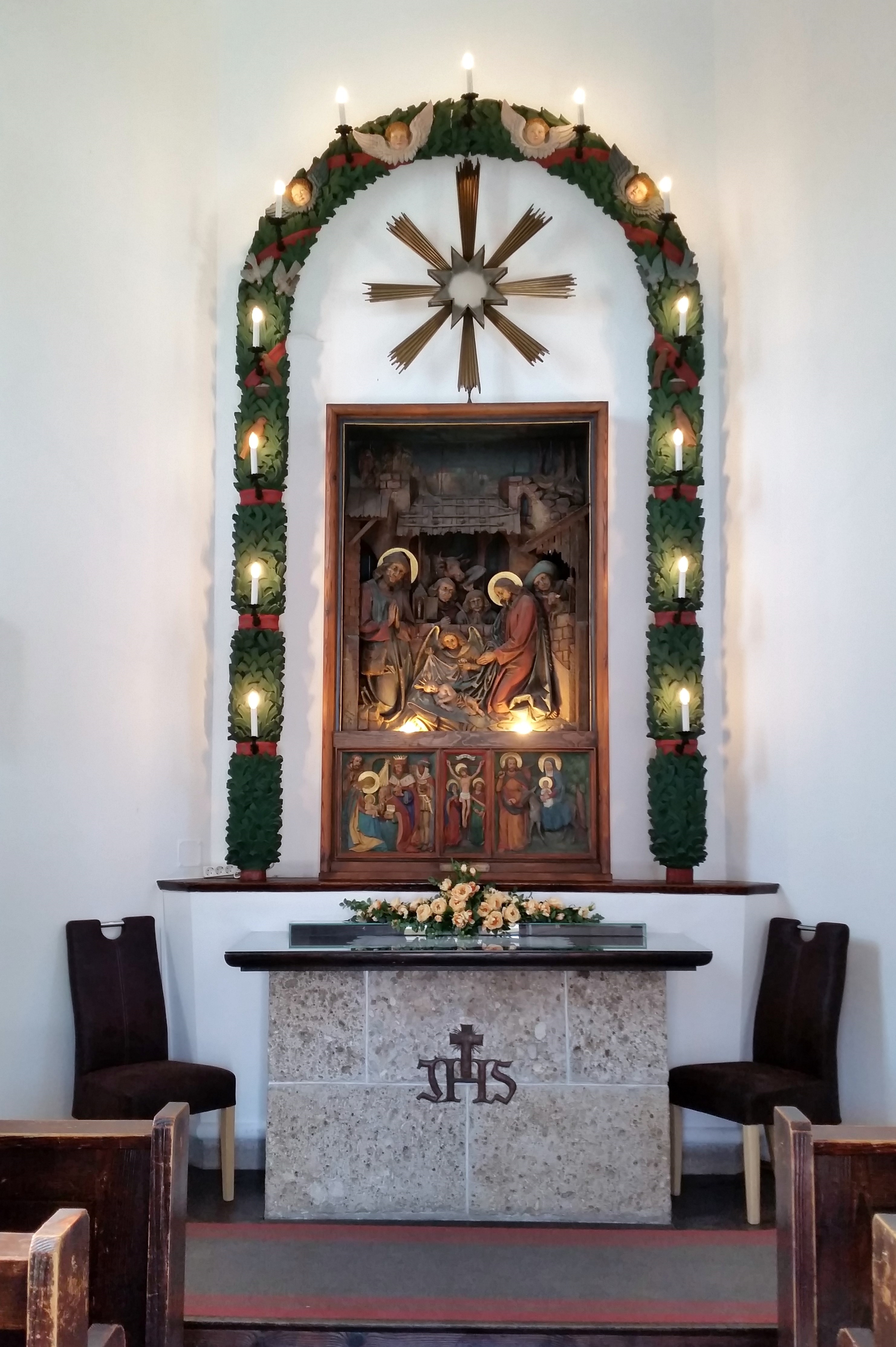
Altar Stille-Nacht-Kapelle in Oberndorf bei Salzburg, oberes Relief vom Hermann Hutter (1915), untere Reliefs, rechts und links, von Max Domenig (1936) und mittleres Relief von Franz Budig

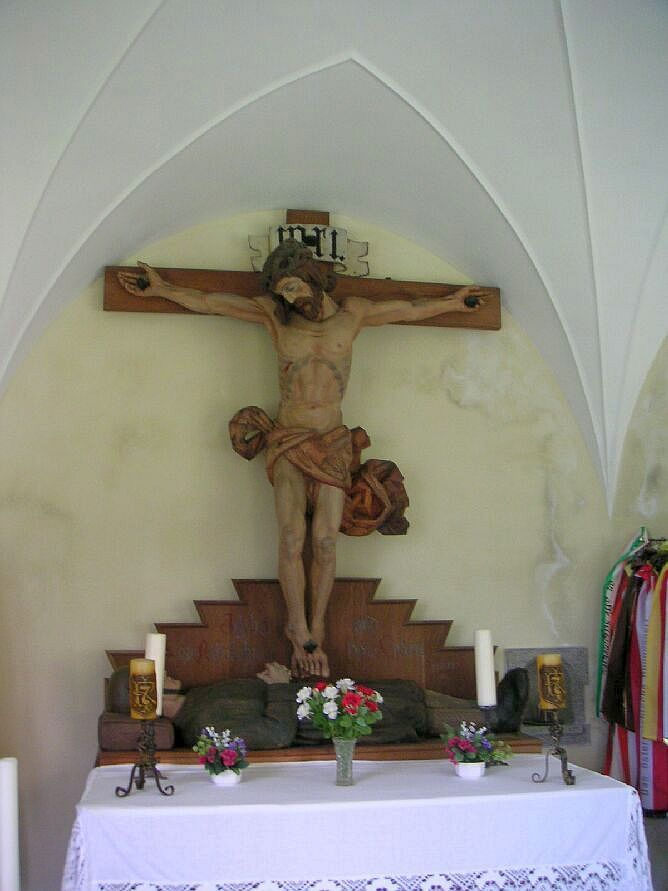
Altar von den Bildhauerbrüdern Max und Hans Domenig am Plöckenpass. Gedächtniskapelle 1929

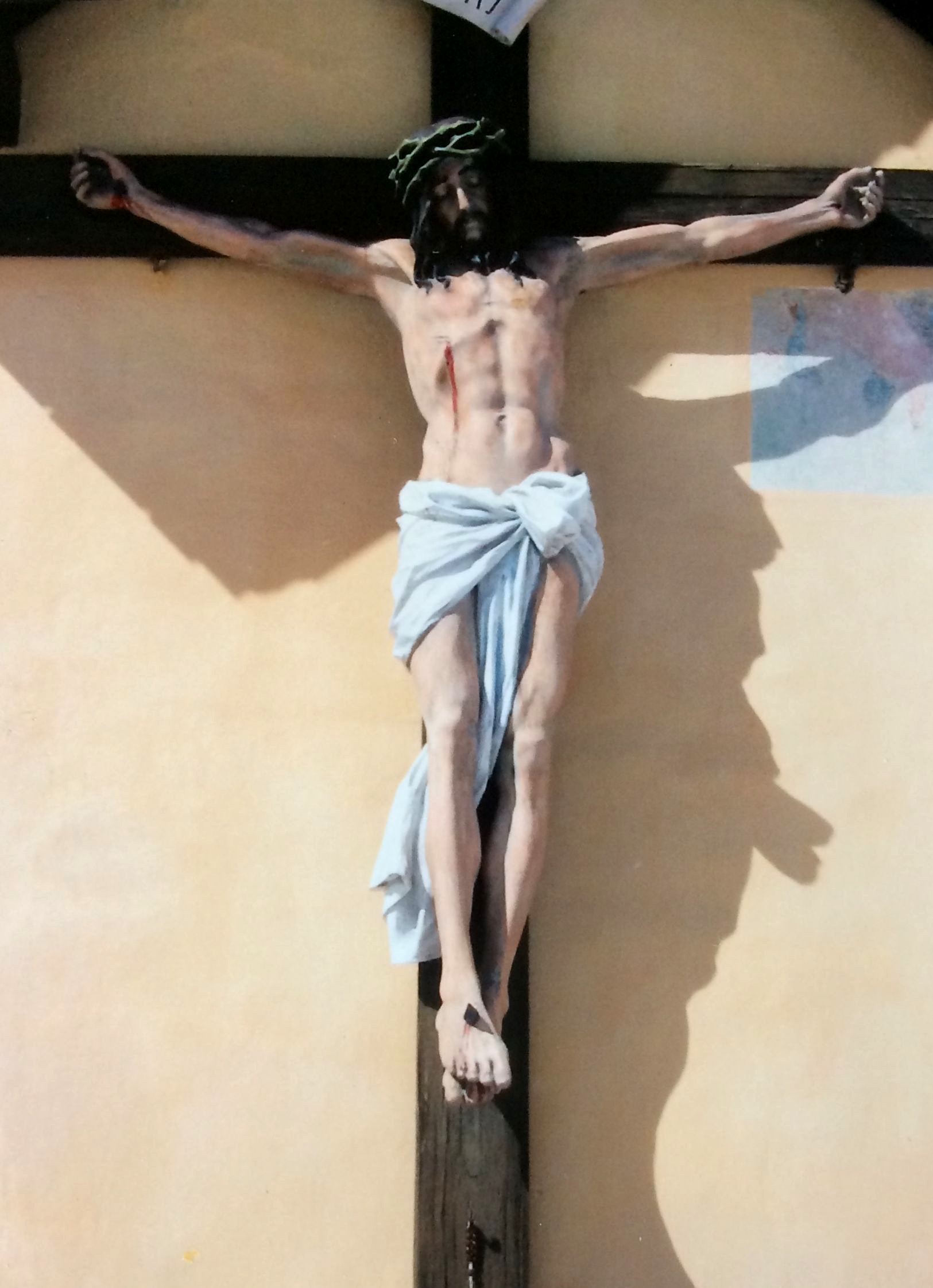
Kreuz an der Filialkirche Maria Thurn in Hermagor. Erster öffentlicher Auftrag von Max Domenig 1910

Maximilian Jakob Domenig (* 3. September 1886 in Obervellach im Gailtal; † 27. Februar 1952 in Hallein) war ein österreichischer Bildhauer.

## Leben

### Kindheit und Jugend
Max Domenig wurde als erstes von neun Kindern in Oberfellach bei Hermagor im Jahr 1886 geboren. Sein Vater, Maximilian Kury (nach Namensänderung Maximilian Domenig, geboren 1857), dessen Vorfahren aus Gmünd kamen, heiratete 1885 Elisabeth Lindermuth. Max Domenig wuchs mit seinen Eltern und Geschwistern (Elisabeth 1887, Anna 1889, Jakob 1891, Paulina 1893, Bepa 1895, Franz 1897, Johann 1901 und Franziska 1910) in einer kleinen Landwirtschaft auf, dem Toiz-Häusl, in dem von seinem Vater auch eine Kunsttischlerei betrieben wurde. Sein Vater hatte eine Zeit lang das Amt des Gemeindevorstehers inne und auch die Blätter der Turmuhr der Ortskirche wurden von ihm bemalt.
Über seine Kindheit schrieb Domenig in eines seiner Tagebücher: „… In der Dorfschule von Förolach lernte ich als Zweitsprache Windisch. … Der Schulbesuch in Hermagor machte mir wenig Freude. (…) Beim Kühehüten habe ich mich trotz meiner Jugend wacker gehalten. Der große Obstgarten und die Butterbrote halfen mir über viele Nöte hinweg, die der Halterbub hat. (…) Ein Lodenrock war im Herbst der Lohn, der als erstverdient mich stolz machte. … Die viele Arbeit, die dies mit sich brachte ließ mich fast vor Anstrengung erliegen.“

### Fachschulzeit in Villach
Auf Anraten des Schulinspektors wurde er als Zwölfjähriger 1898 an die Fachschule für Holzindustrie in Villach in den zweijährigen Vorbereitungskurs geschickt. Das Frequentationszeugnis der Spezialschule für Holzbildhauerei, datiert mit 29. Jänner 1900, wurde von Direktor Alfred Roller und Hermann Klotz unterzeichnet. Aufgrund der prekären Finanzlage der Eltern entschloss sich Domenig, nicht Bildhauer, sondern Tischler zu werden. Als 1904 Franz Barwig als Bildhauerlehrer von Wien an die Fachschule nach Villach wechselte, besuchte Max Domenig doch wieder die Bildhauerei und blieb noch ein Jahr an der Schule.

### Auf der Walz – Studienreisen
In diesem Kapitel sind alle zitierten Passagen direkt aus dem in Kurrentschrift verfassten Text genommen. Auch die Fehler in Grammatik und Ausdruck wurden übernommen. Die Transkription erfolgte im September 2020.
Deutschland und Österreich
Zu seiner ersten Studienreise startete er am 16. Juli 1905 und begann seine handschriftlichen Aufzeichnungen. Mit der Bahn reiste er von Villach nach Innsbruck, dort hat er die Hofkirche als beeindruckend erwähnt, dann ging es weiter über Kufstein nach München. Fünf Tage dauerte sein Aufenthalt dort, er besuchte alle Sehenswürdigkeiten und bemühte sich vergeblich um Arbeit in einer Bildhauerwerkstätte. Er reiste nach Regensburg, wo er bei einem Bildhauer Arbeit fand, bei der er noch gerne länger geblieben wäre, aber bald ging es weiter nach Nürnberg. Am 6. August 1905 kam er nach Passau und fuhr dann nach Linz, wo er wiederum arbeiten konnte. Im „Kirchlichen Atelier Linzinge“ dauerte das Arbeitsverhältnis nur 3 Tage „da ich für die große Werkstätte zu schwach bin.“ Weitere drei Tage verbrachte er arbeitssuchend in Linz und verließ dann die Donaustadt mit der Bahn nach Salzburg. Von dort wanderte er am 26. August 1905 nach Graz.
Italien
Er startete am 1. Mai 1906 in Graz und gelangt über Wildon, Marburg nach Cilli und passierte die Landesgrenze am 4. Mai. Laibach wurde besichtigt und in der Kunststeinfabrik Unterhuber bemühte er sich vergeblich um Arbeit. Über Adelsberg überschritt er die Grenze vor Krain und freute sich über den Anblick von Triest auf der Anhöhe von Obtschina (Opicina). Nach seinem Triestaufenthalt verließ Max Domenig mit dem Dampfer Graf Wurmbrand (Österreichischer Lloyd) den Hafen mit dem Ziel Venedig. In den folgenden vier Tagen wanderte er weiter nach Padua, dann nach Vicenza, Schio und Roveredo. Am 17. Mai 1906 traf er in Trient ein. Dorf fand er eine gute Arbeitsstelle in einer Bildhauerwerkstätte, die in seinen Notizen nicht namentlich genannt wird. Am 15. Juli 1907 schrieb Domenig: „… Ein Jahr harter Praxis ist um. Der Anfang ist gemacht. Die Arbeit schrekt nicht mehr. Ich bin ein Arbeiter geworden. …“

### Studienzeit und Atelier in Wien
Franz Barwig half Domenig bei seinen Bemühungen, in Wien Bildhauerei zu studieren, 1907 wurde er an der Kunstgewerbeschule des K. u. K. Österreichischen Museums für Kunst und Industrie, Fachklasse Bildhauerei aufgenommen. Von seinem Lehrer Hermann Klotz war er enttäuscht. Franz Barwig, der von Villach nach Wien gewechselt hatte, war der Grund an der Kunstschule zu bleiben, in einem Jahr (1911) lernte er mehr als in den vier Jahren zuvor. Zu den Lehrern seines Bildhauerstudiums zählte auch Alfred Roller, von dem Domenig bereits an der Fachschule in Villach unterrichtet wurde und der von 1909 bis 1934 wieder an der Kunstgewerbeschule in Wien tätig war.
Nach Abschluss seines Bildhauerstudiums, als akademischer Bildhauer, erhielt er für den Entwurf einer Marmorstatuette einen Preis und ein größeres Stipendium. Anschließend widmete sich Max Domenig ein Jahr lang im Wiener Münzamt der Medailleurkunst. Aus dieser Zeit kam seine „Liebe zur Schaffung von Plaketten, Münzen und Medaillons“.
Zusammen mit seinem Studienfreund Wolfgang Wallner machte er sich im 3. Bezirk in Wien selbständig und sie richteten sich eine Bildhauerwerkstätte ein. Diese Ateliergemeinschaft bestand, bis Wallner 1912 vom Direktor der Kölner Werkschulen, dem Maler Emil Thormählen, zum Aufbau einer Bildhauerabteilung, nach Köln berufen wurde.

### Richard und Emma Teschner
Um 1911 begannen die Kontakte mit Richard Teschner. Für dessen Puppentheater schnitzte er Figuren und den „Goldenen Schrein“. Aus diesem Arbeitsverhältnis entwickelte sich eine langjährige Freundschaft mit Richard und Emma Teschner, geborene Emma Bacher-Paulick, und deren Bekanntenkreis. Wie aus dem Nachlass von Domenig hervorgeht, blieb er mit den Teschners bis 1943 in Kontakt. 

### Hallein

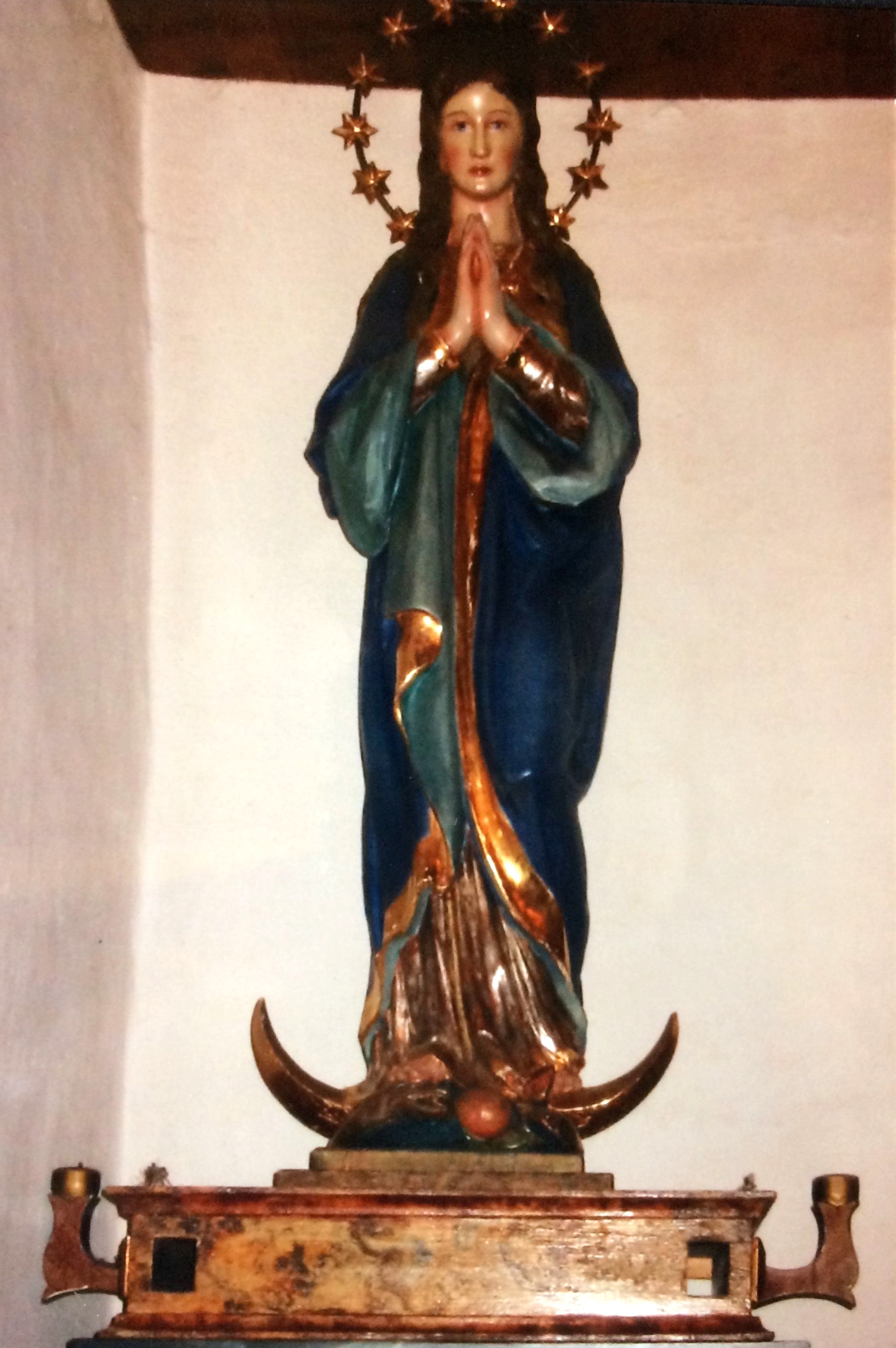
Madonna in der Pfarrkirche Mörtschach

1912 übersiedelte Max Domenig nach Hallein, wo er für Jakob Adlhart d. Ä. (1871–1956) die „Halleiner Werkstätten für Kirchliche Kunst und Kunstgewerbe“ im Cordon-Haus im Stadtteil Burgfried leitete. Er war anfangs nicht begeistert von dieser Entscheidung.
Franz Barwig besuchte Domenig in Hallein, bei einem Treffen in der Adlhartwerkstatt wurde ein etwaiges Bildhauerstudium Jakob Adlharts d. J. in Wien besprochen. 
Jakob Adlhart d. J. schreibt darüber in seiner Autobiografie „… Die Bildhauerwerkstatt wurde 1914 von Max Domenig als Geschäftsführer geleitet; er war akademischer Bildhauer und Schüler des damals sehr berühmten und von mir verehrten Franz Barwig. Eines Tages erschien nun Barwig in Hallein und erweckte in meinem Vater und in mir den Wunsch, sein Schüler in Wien zu werden. …“
Erst Jahre später, nach dem Ersten Weltkrieg, studierte Adlhart d. J. ab 1921 bei Anton Hanak in Wien.

### Erster Weltkrieg

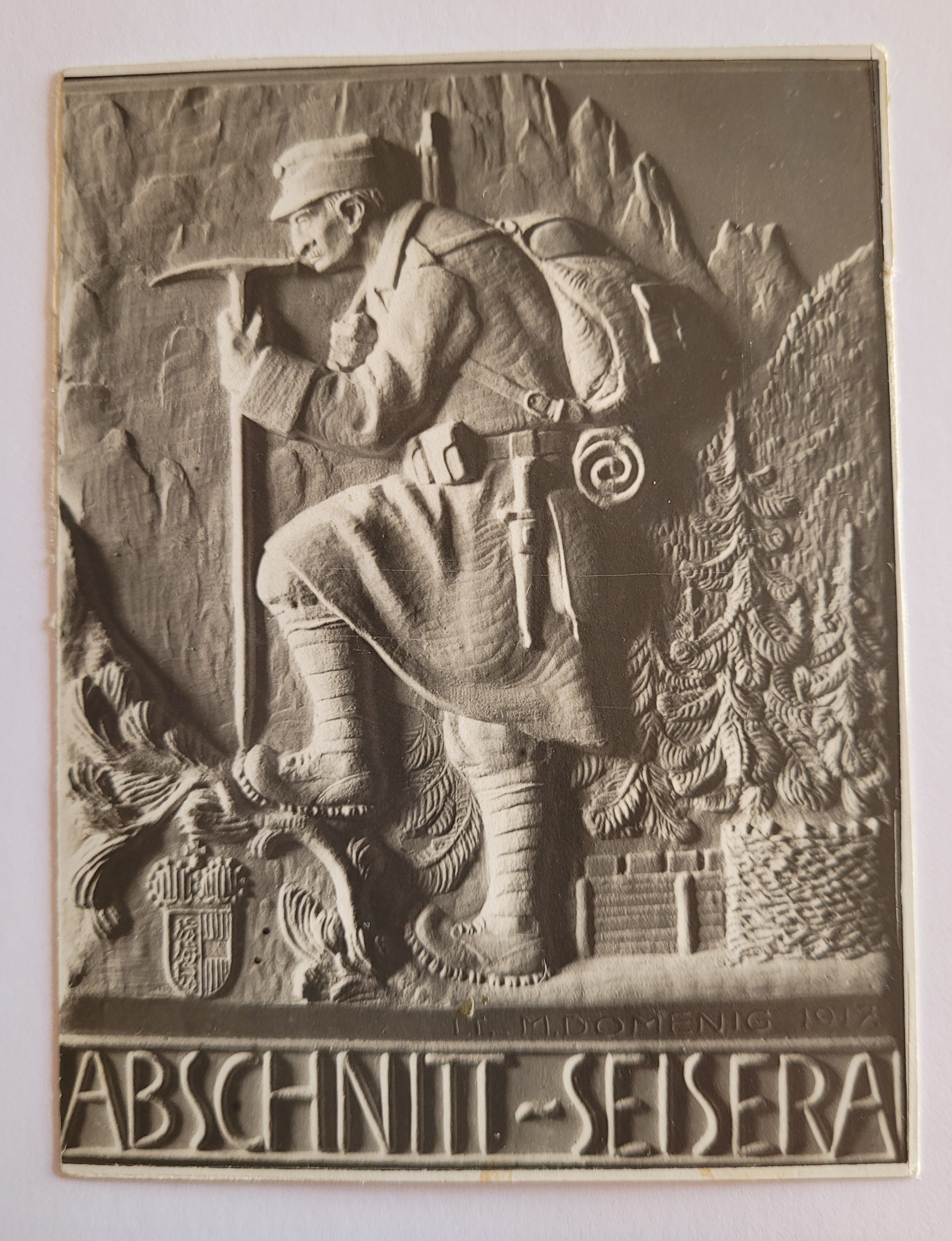
Kappenabzeichen Abschnitt-Seisera

Im Februar 1915 wurde Domenig zu den Gebirgsschützen in den Ersten Weltkrieg, nach Klagenfurt, eingezogen. Er verfasste ein ausführliches Kriegstagebuch. Darin berichtet er über seine Zeit in der Seisera im Flitscher Becken (Raibl-Paß) und auch über seine Verwundung. Wieder genesen war er 1916 den Spätwinter über auf dem 2208 m hohen Rombon im Einsatz. 1917 zog er mit dem „Train“ beim Vormarsch von Pontebba bis Primolano. Im Jänner 1917 hatte er im Lager Nebria eine große lichte Wohnbarake, in der er neben anderen Arbeiten auch das Seiserabzeichen schaffen konnte. Nach dem Einsatz in der Ukraine und anschließend in Albanien an einer schweren Malaria erkrankt, die ihm noch viele Jahre zu schaffen machte, kam er mit Kriegsende nach Hallein zurück.

### Familiengründung und eigenes Atelier
1919 heiratete Domenig die Hutmachertochter Maria Leiseder aus Hallein, es folgte die Geburt der drei Kinder Max 1920, Maria Elisabeth 1922 und Margarethe 1926. In diese Zeit fiel auch der Erwerb des Riesenbauernhofs, oberhalb von Hallein an der Dürrnbergstraße. Bei dem ehemaligen Kalkofen des Anwesens, in unmittelbarer Nachbarschaft zu den baulichen Resten der Burg Sulzeneck, errichtete Domenig 1920 seine eigene Bildhauerwerkstatt, in der er als freischaffender Bildhauer bis zu seinem Lebensende tätig war.
Im Jänner 1919 besuchte er im Mozarteum den Vortrag des Architekten und Museumsdirektors Leisching. Leisching sprach über die Museums- und Festspielhausfrage der Stadt Salzburg.
Max Domenig setzte sich mit der deutschen Bodenreformbewegung auseinander, 1923 besuchte er den Vortrag „Aufstieg oder Untergang?“ des Bodenreformers Adolf Damaschke in Salzburg.
Wie aus seinem Berufstagebuch, das Domenig von 1918 bis 1927 führte, herauszulesen ist, beschäftigte er sich intensiv mit Form-, Proportions- und Raumfragen bei Grabmalgestaltung und Denkmalgestaltung, wobei das Werk des österreichischen Architekten und Bühnenbildners Oskar Strnad großen Einfluss auf seine Arbeiten hatte. Des Weiteren wurden Gedanken über die Ausführung von Weihnachtskrippen und Kruzifixen, als auch die Techniken der Poliment- und Ölvergoldungen mit Grundierungen, Rezepte für Keramikglasuren und Bronzierungen, niedergeschrieben. Am 27. September 1921 besuchte Alfred Roller, der Direktor der Kunstgewerbeschule Wien, Max Domenig in seinem Atelier, über diesen Besuch schreibt er in sein Tagebuch: „Er sagte mir ich solle in der Hauptsache holzkünstlerische Arbeiten machen, und die notwendige Verdienstarbeit nebenbei. Von den, von mir in der letzten Zeit ausgeführten Arbeiten sagte er, dass dieselben zu schnell gemacht seien. An Sorgfalt und Studium missen lassen. Ich solle lieber gutes Ornament als schlechte Figuren machen. Einige der Arbeiten fanden seinen Beifall. Er ermahnte mich bald größeres Kunstwerk zu schaffen.“
„… Trotz der schwierigen Wirtschaftslage erhält Domenig zahlreiche Aufträge, denen er jedoch bald allein nicht mehr nachkommen kann, er beauftragt Schüler und Mitarbeiter, darunter Hans Baier, Franz Budig (absolvierte von 1923 bis 1927 eine Bildhauerlehre bei Domenig), Karl Wiedlroither, Othmar Jaindl, Erich Würtinger, Alois Reiter und Bernhard Prähauser. Auch Gesellen aus dem Grödner Tal kommen in Domenigs Werkstatt. …“

### Zusammenarbeit mit Bruder Hans
Sein um 15 Jahre jüngerer Bruder Hans Domenig absolvierte bei ihm in Hallein eine Bildhauerlehre, wobei er auch Kurse an der Bildhauerschule Hallein besuchte und studierte anschließend bei Anton Hanak in Wien. Die Bildhauerbrüder Domenig führten einige Aufträge gemeinsam aus.
- 1927 entstand der Altar in der Gedächtnis-Kapelle am Plöckenpass als Gemeinschaftsarbeit mit Hans Domenig.
- 1932 schufen Max und Hans Domenig für die neue Elisabethkirche in Salzburg eine Marienstatue mit Kind, diese Lindenholzskulptur ist 2,5 Meter hoch.[15]

### Stille Nacht-Kapelle in Oberndorf
1933 erhielt Max Domenig das Angebot, den Innenraum der neu errichteten Stille-Nacht-Kapelle in Oberndorf, mit dem großen Relief aus dem Jahr 1915 „Anbetung der Hirten“ von Hermann Hutter als zentrales Motiv, zu gestalten.
Domenigs Entwurf, das Hauptrelief mit drei kleinen Reliefs aus dem Leben der Heiligen Familie in Form einer Predella mit den Motiven „Anbetung der Weisen“, „Kreuzigung“ und „Flucht nach Ägypten“ zu ergänzen und alles mit einem floralen Bogen, dem Lichterkranz zusammenzuführen, wurde vom Denkmalamt akzeptiert und 1936 ausgeführt, wobei das Relief „Kreuzigung“ Franz Budig schnitzte.
Allerdings lehnte man den Vorschlag Domenigs ab, Franz Xaver Gruber und Joseph Mohr als lebensgroße, vollplastische Figuren rechts und links des Altars darzustellen. Stattdessen wurde die Anregung des Denkmalamtes, die Darstellung von Gruber und Mohr in den beiden Rundbogenfenstern als Glasmalerei auszuführen aufgegriffen und 1935 von der Tiroler Glasmalereianstalt realisiert.

### Zweiter Weltkrieg
Im Zweiten Weltkrieg war Domenig an der Westfront, später in Lienz und schließlich in Russland auf der Krim eingesetzt. Von Krieg und Krankheit belastet „… hat es fast ein ganzes Jahrzehnt gedauert, um wieder auf die normale Schaffenshöhe zu kommen. So Gott will, kann ich noch genug fertigbringen.“

### Kunstgemeinschaft Tennengau
Max Domenig war Gründungsmitglied der Kunstgemeinschaft Tennengau, die 1947 mit ihren Aktivitäten begann und bis in die 1960er Jahre regionale Kunst förderte und prägte. Weitere Gründungsmitglieder waren Jakob Adlhart d. J. er wurde zum Präsidenten gewählt, Hans Baier sowie der Architekt und Maler Ernst Schreiber.

### Lebensende
Als Domenig am 27. Februar 1952 starb, war in seiner Werkstätte ein Tonmodell noch nass und knetbar.

## Werke (Auswahl)
Domenigs Werk umfasst vor allem Holzskulpturen, im unvollständigen Werkverzeichnis sind 390 Arbeiten angeführt.
- 1907: Holzkruzifix der Maria Thurnkirche in Hermagor
- 1917: Kappenabzeichen "Abschnitt-Seisera"
- 1921: Bronzebüste Georg Essl auf dem Friedhof Hermagor
- 1922: Stube für den Halleiner Pferdehändler Ostermaier, Wandvertäfelung mit Reliefs
- 1924: „Streit um eine Frucht“. Lindenholz vergoldet. 1924. Privatbesitz
- 1927: Altar in Gedächtnis-Kapelle am Plöckenpass. Gemeinschaftsarbeit mit seinem Bruder Hans Domenig.
- 1931: „Fleißner Madonna“, Pfarrkirche Mörtschach im Oberen Mölltal in Kärnten
- 1936: Predellenrelief in der Stille-Nacht-Gedächtniskapelle in Oberndorf bei Salzburg
- 1937: Schnitzfiguren in Spital-Kapelle in Wörgl
- Statue Judas Thaddäus in der Pfarrkirche Hallein
- Madonna in Schulschwestern-Kapelle in Hallein
- Domenig-Grab auf dem Friedhof Hermagor
- Figürliches Eisenrelief, Kärntner Freiwilligen-Schützen-Denkmal in Klagenfurt, Mießtaler-Str.
- Soldatendenkmal aus Marmor in Launsdorf
- Hochaltarstatue in Filialkirche Untervellach
- Kriegerdenkmal in Waidegg
- Kriegerdenkmal vor der Wallfahrtskirche in Bad Dürrenberg, Hallein
- Brunnen in Völkermarkt, Bürgerlustpark

### Kunstwerke (Auswahl) und Atelierhaus

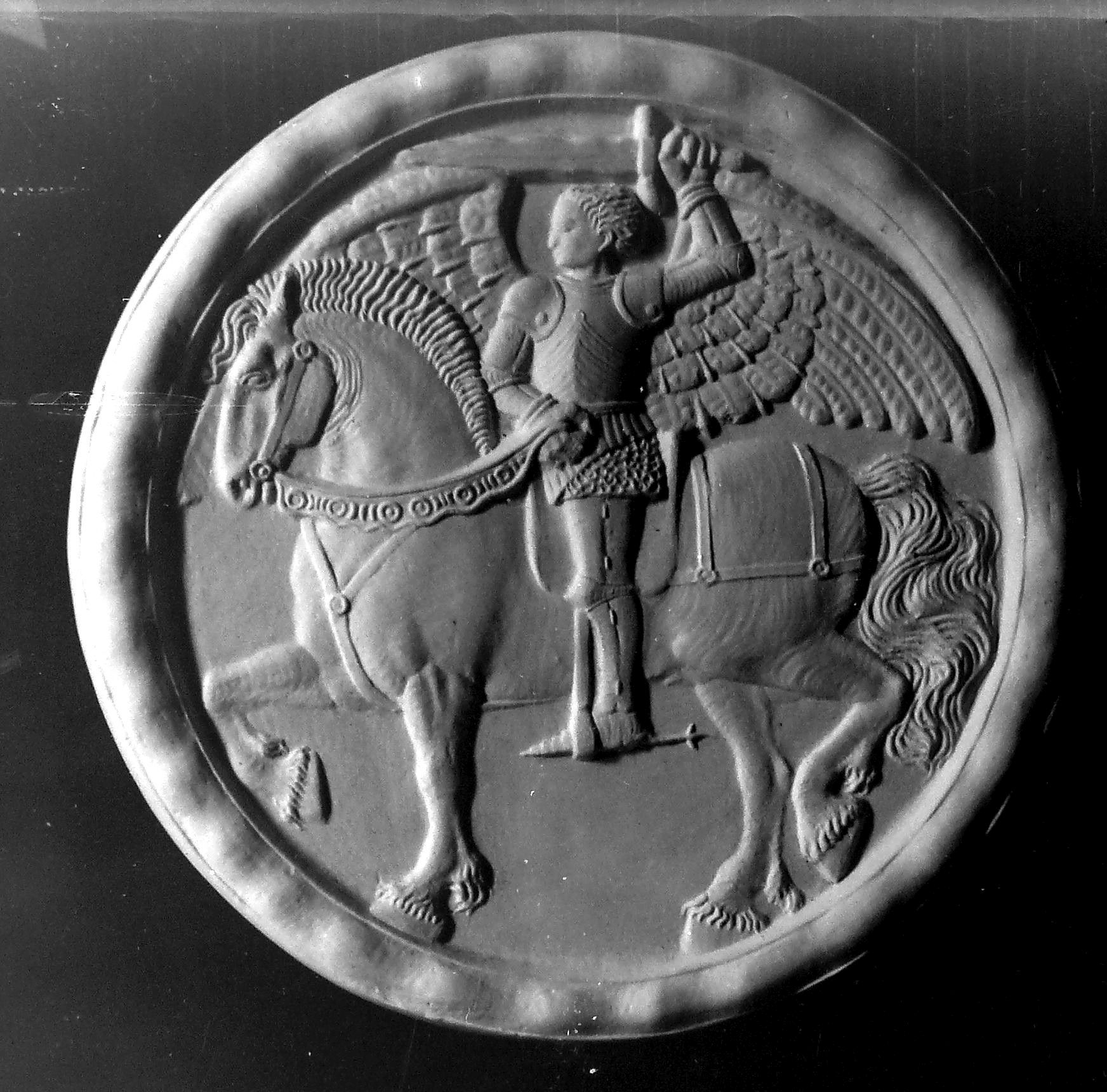
Rundrelief Erzengel Michael
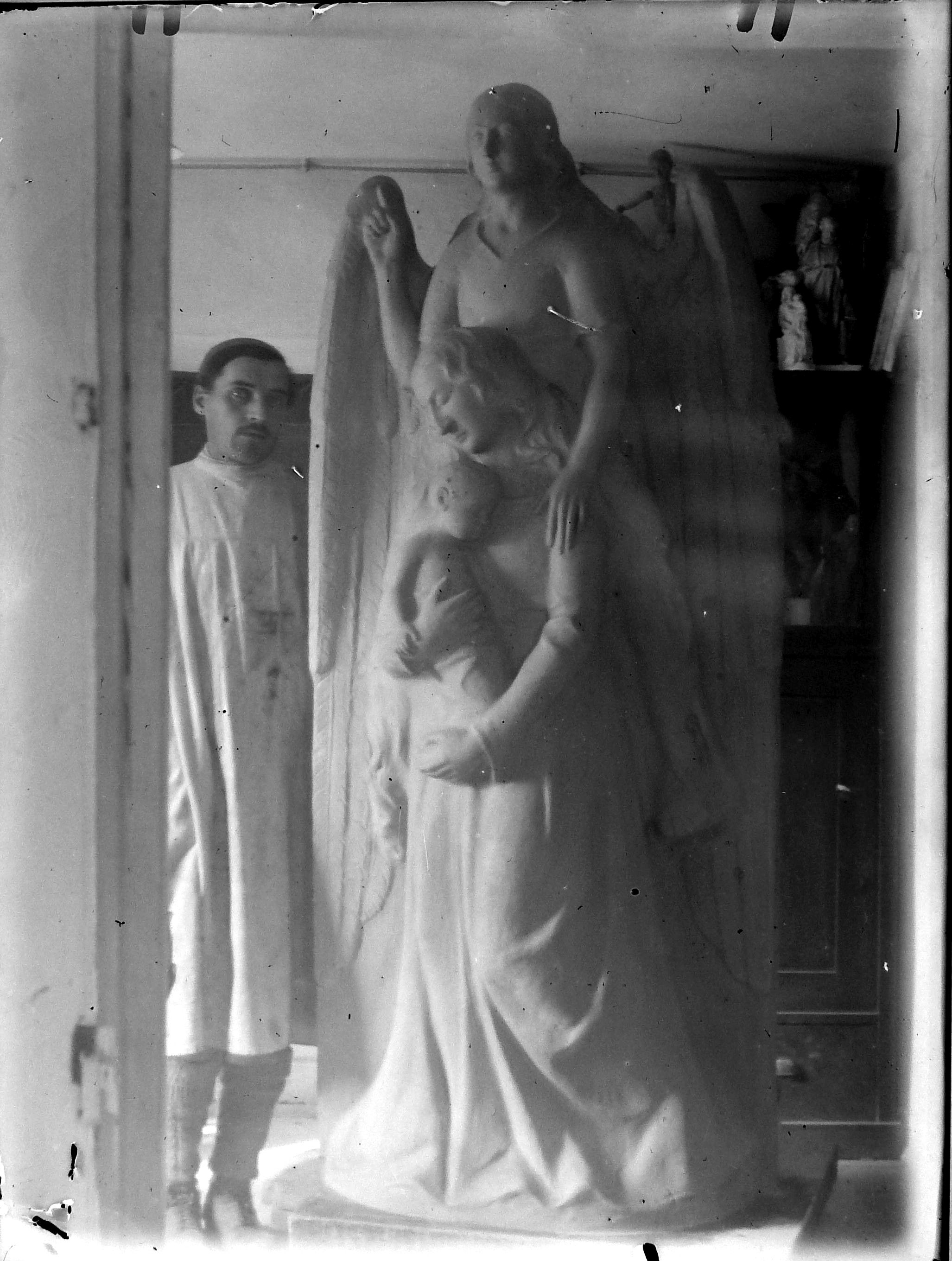
Grabdenkmal für Familiengrab, Friedhof in Hallein
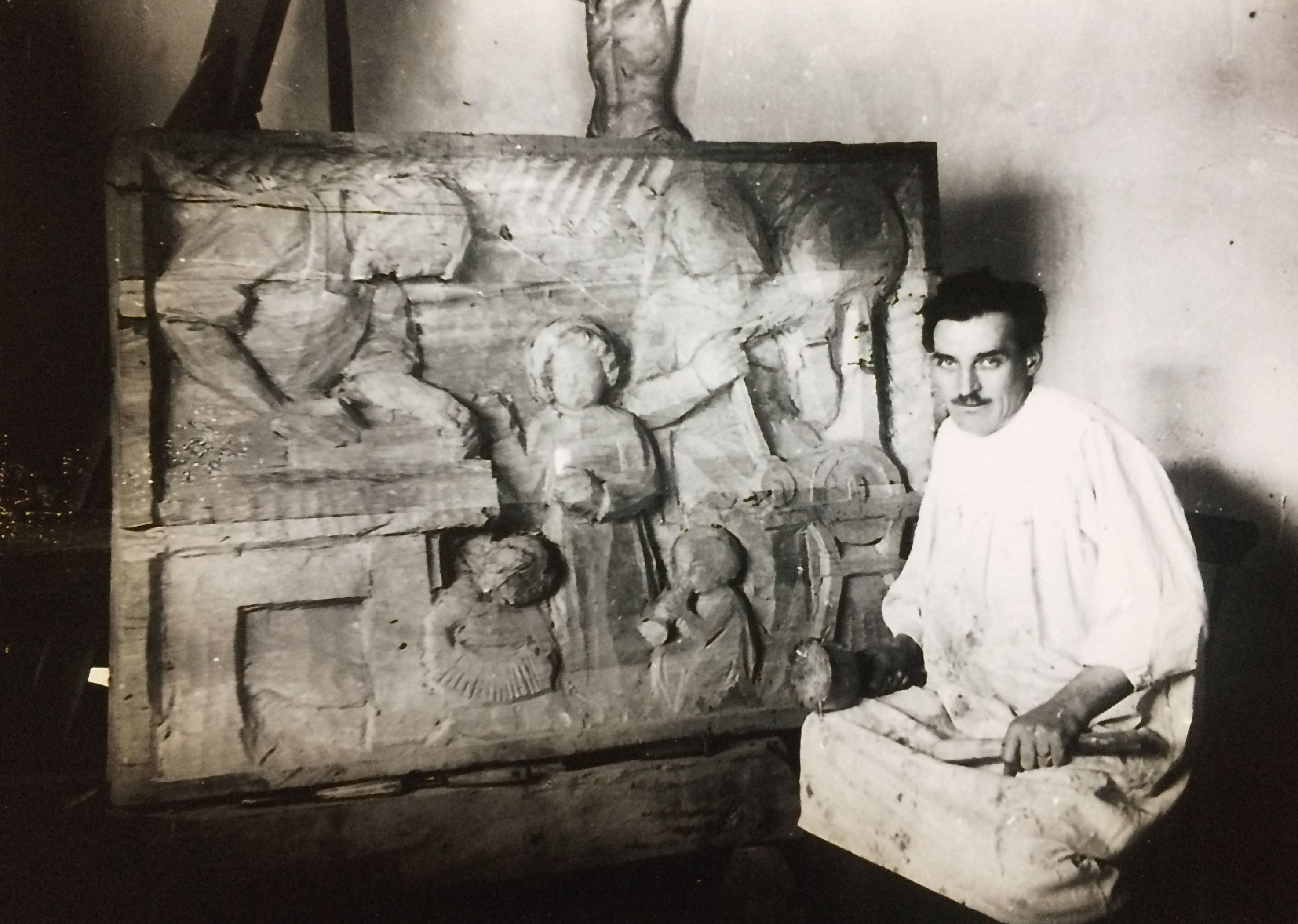
Max Domenig im Holzbildhaueratelier in Wien
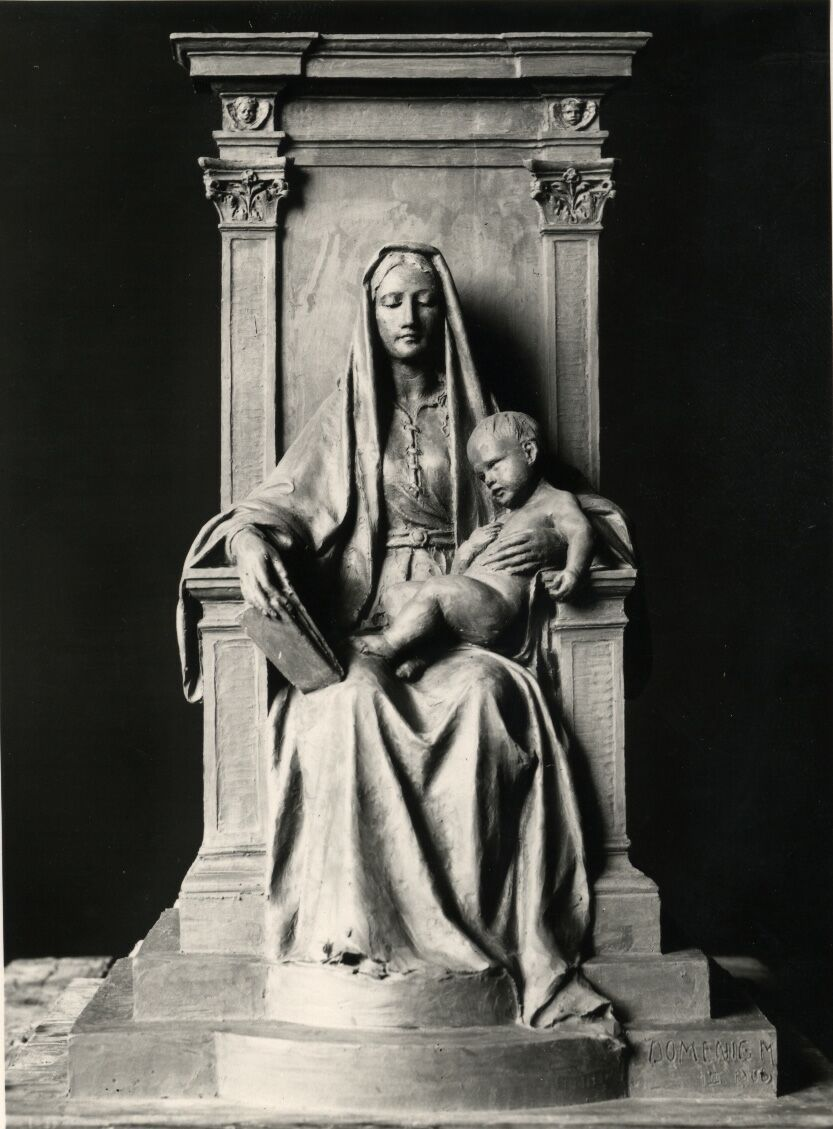
Tonmodell
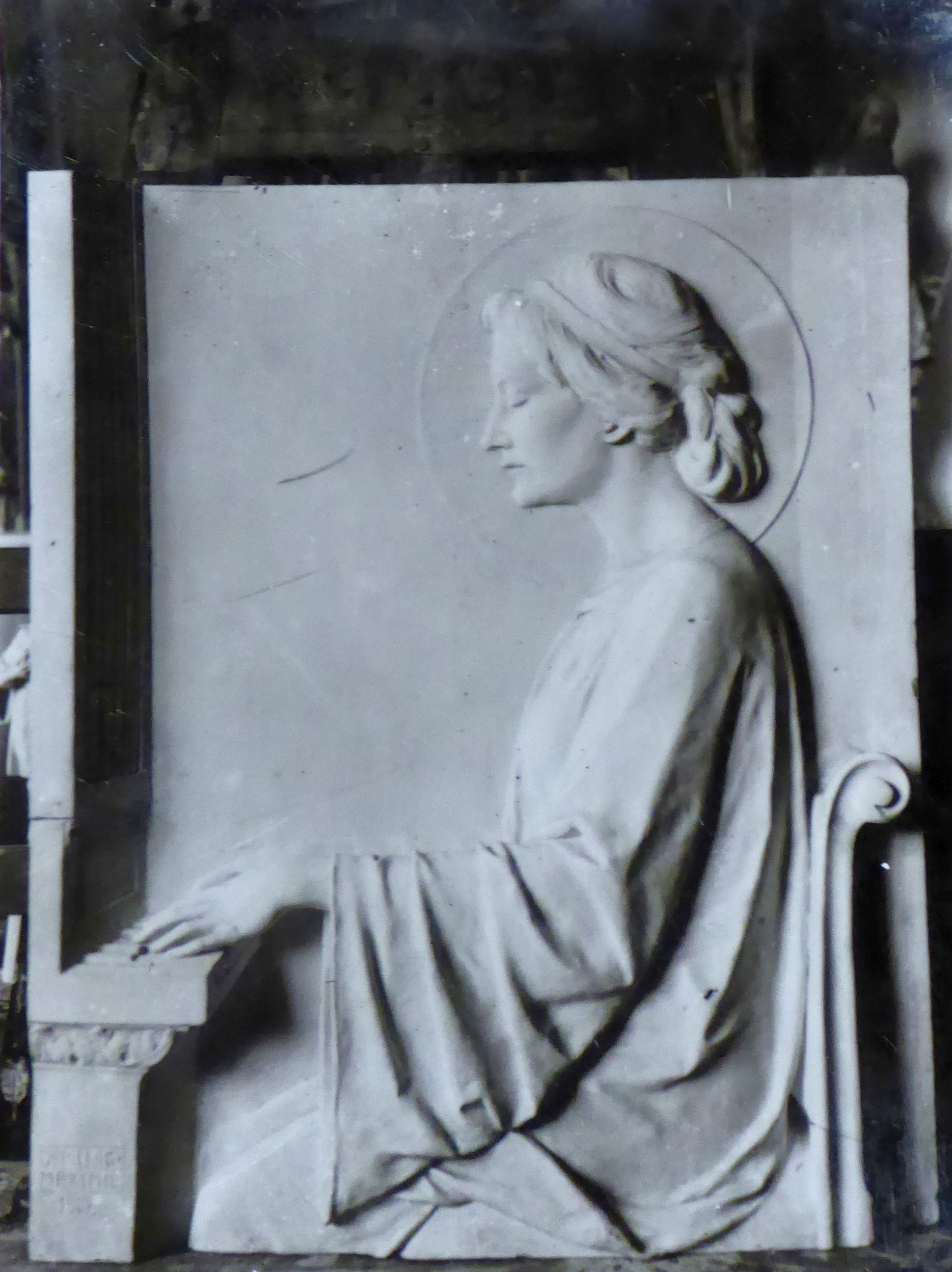
Relief Heilige Cecilia von Rom
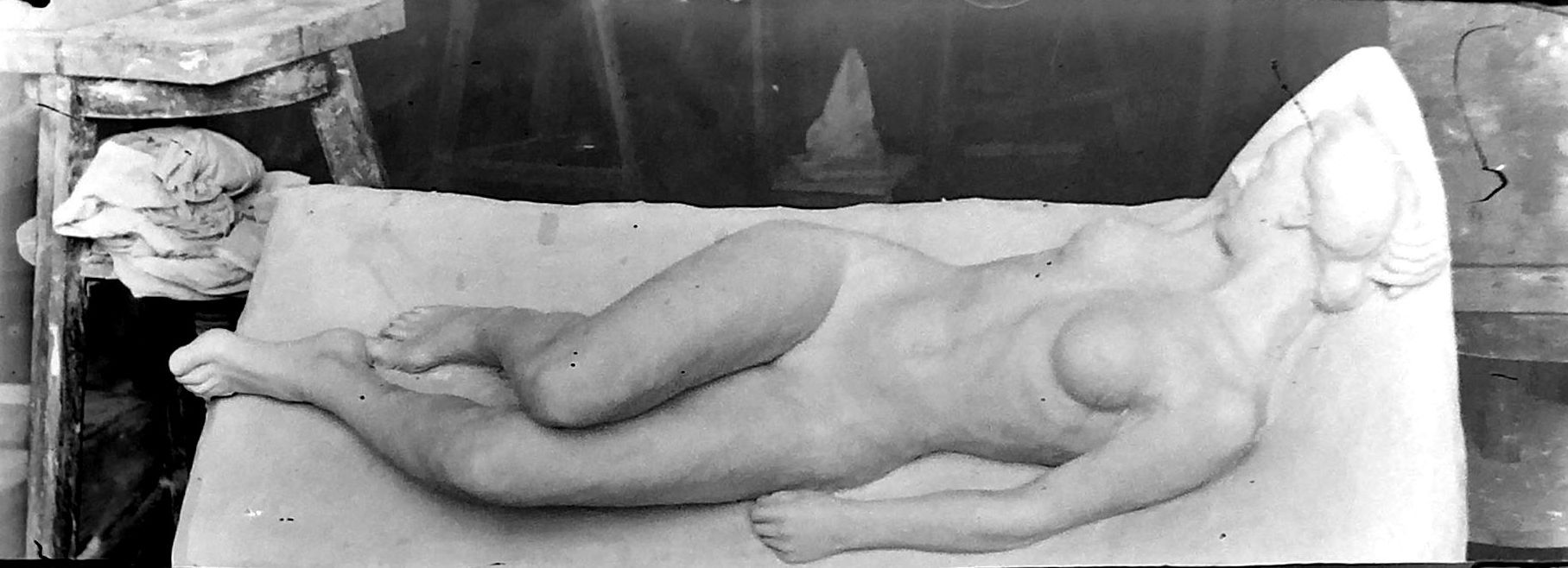
Tonmodell von 1911, Wien
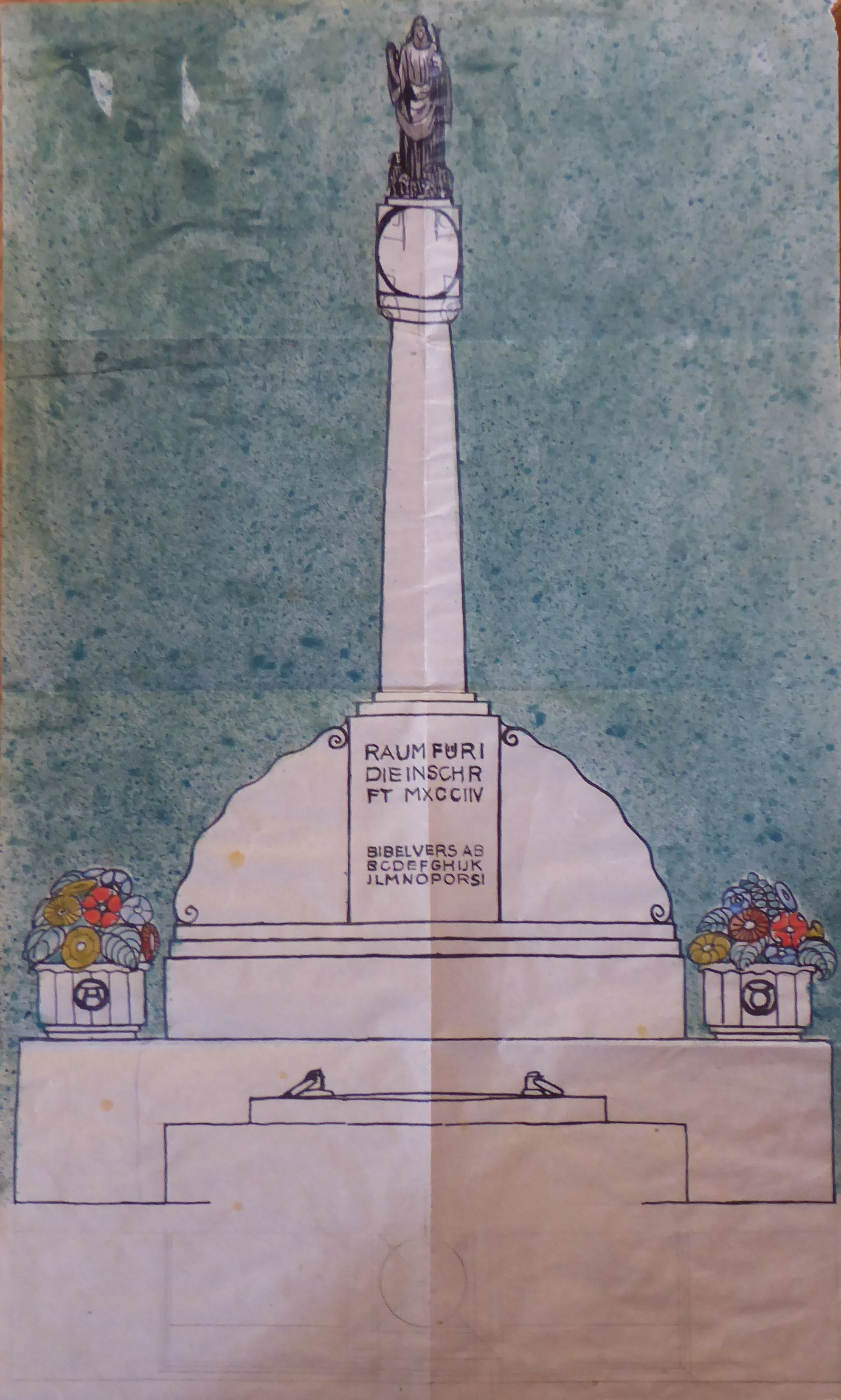
Denkmalentwurf
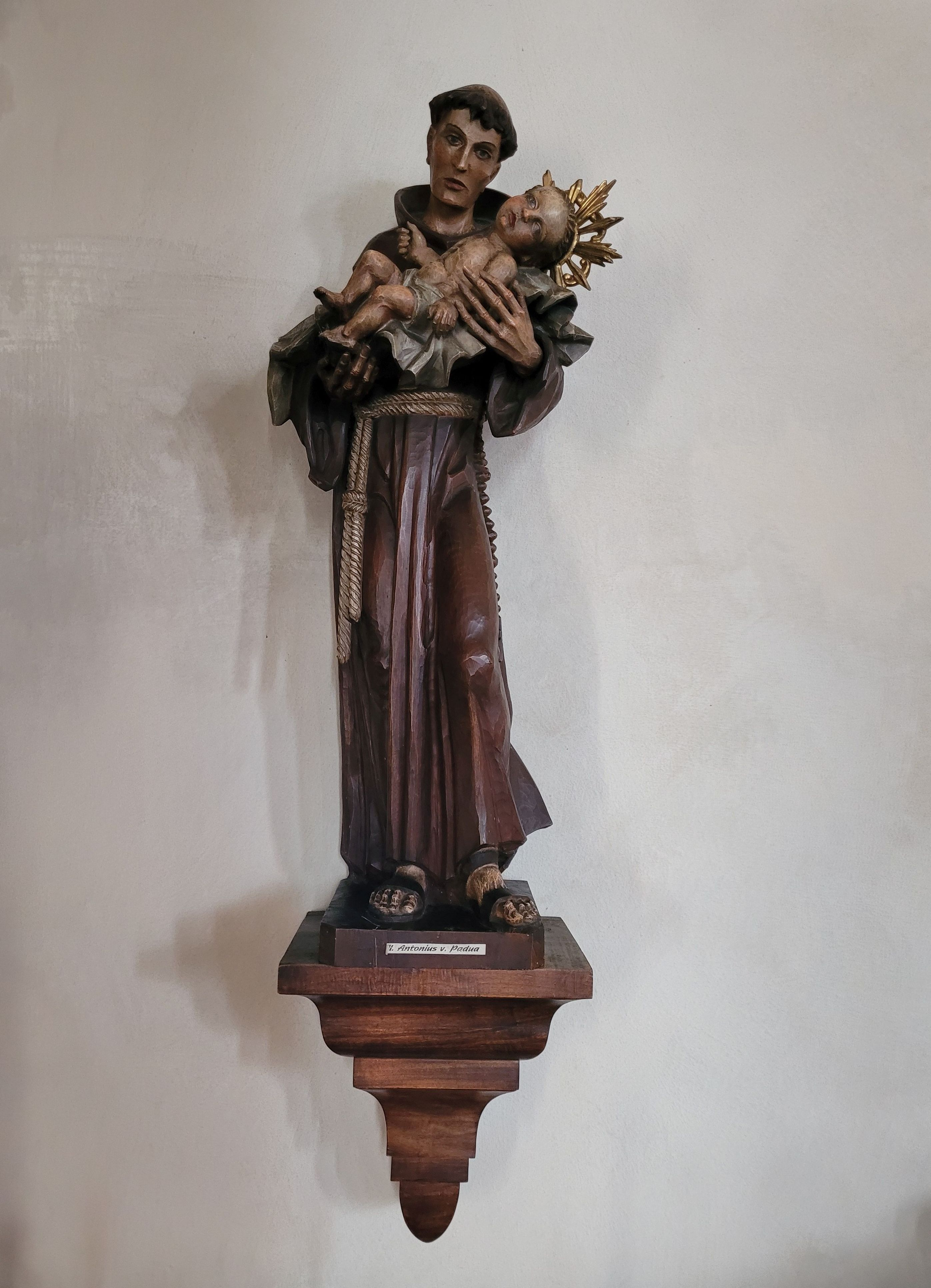
Hl. Antonius v. Padua, Pfarrkirche Hermagor
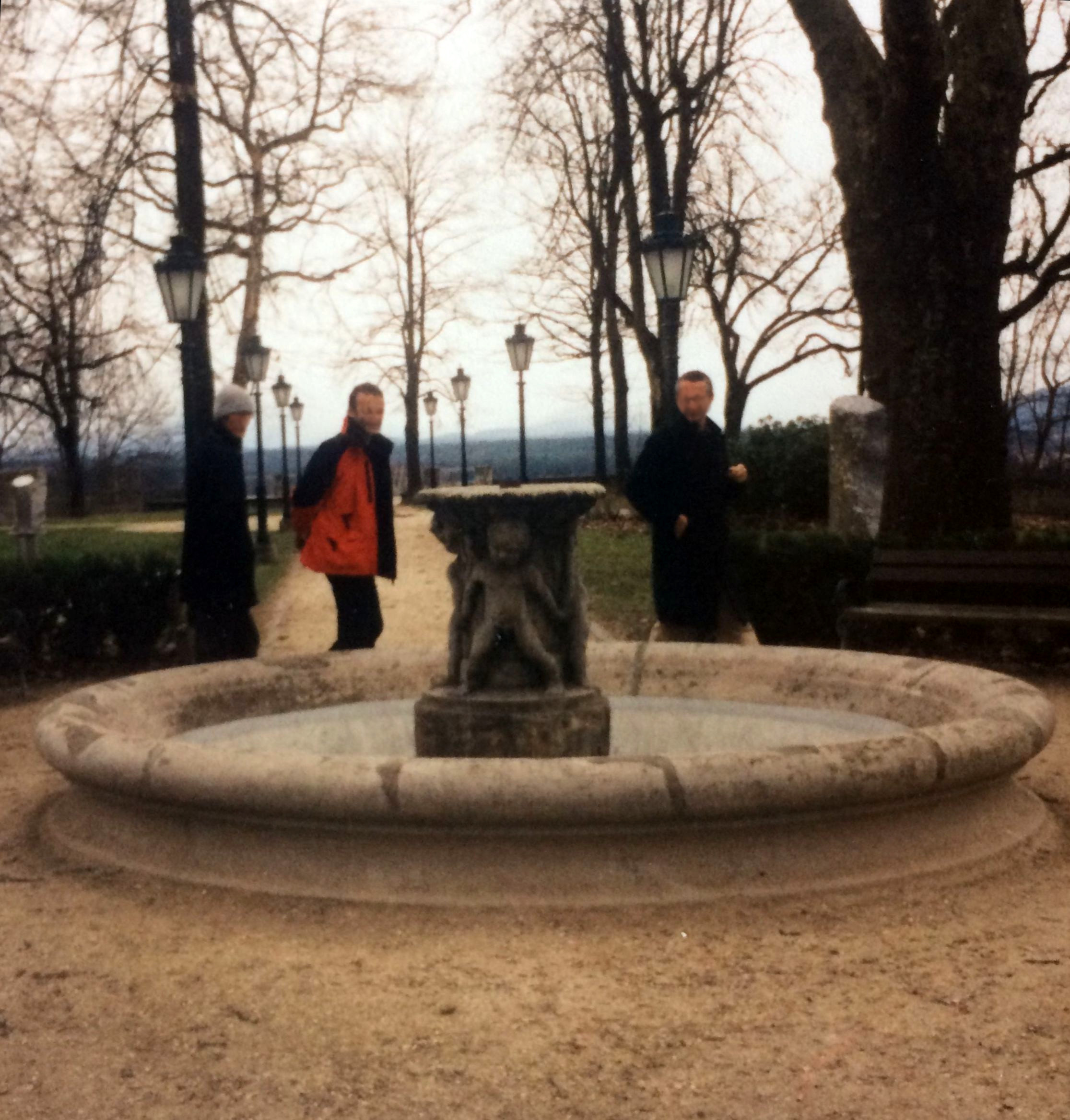
Brunnen in Völkermarkt
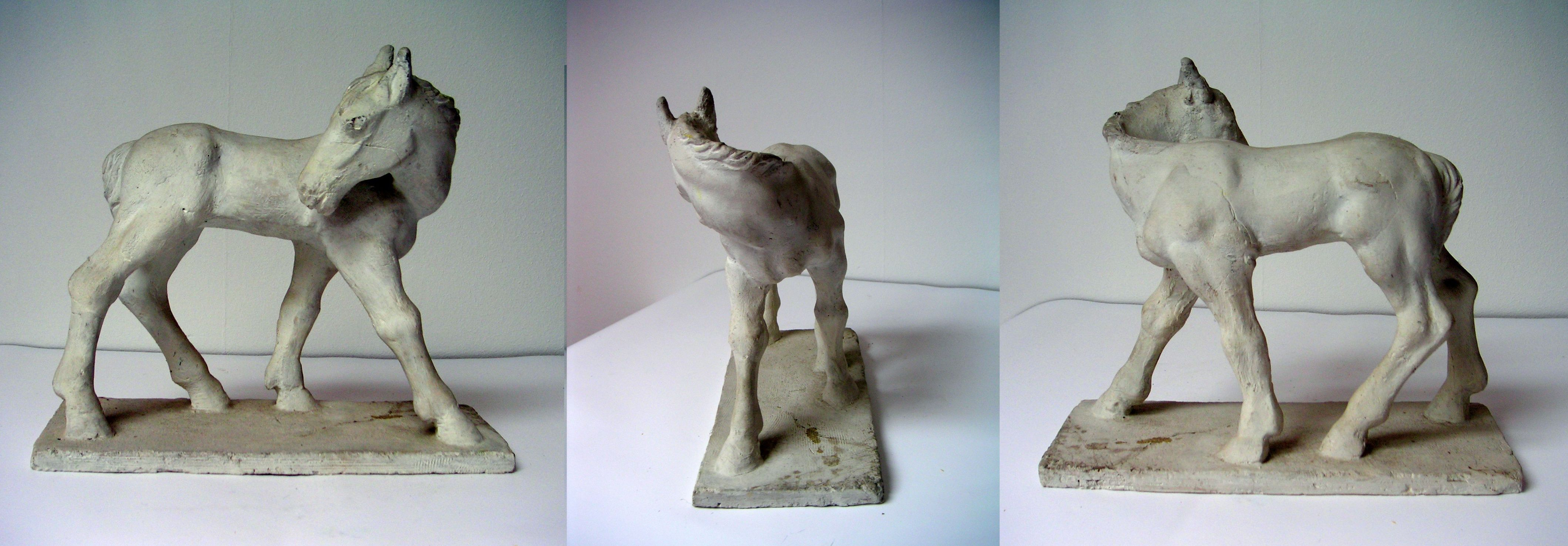
Fohlen Gipsmodell in 3 Ansichten
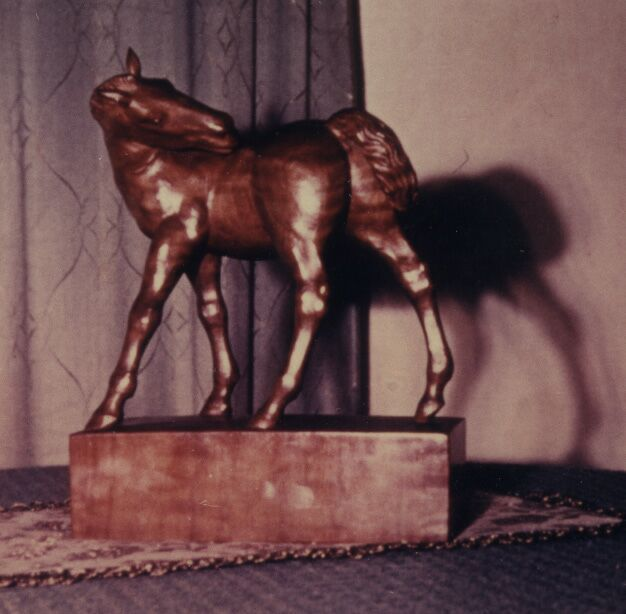
Holzskulptur Fohlen
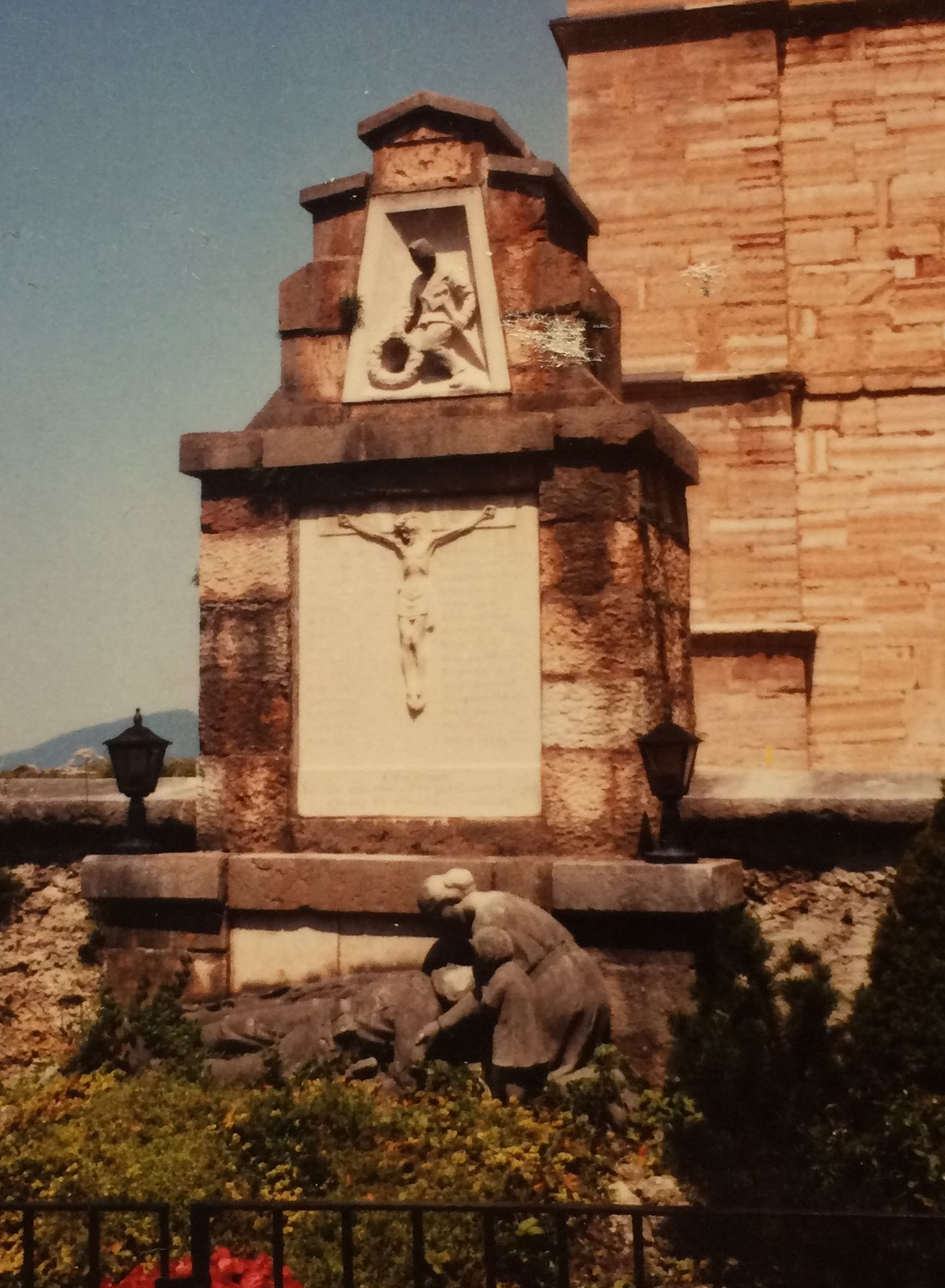
Kriegerdenkmal am Dürrnberg bei Hallein
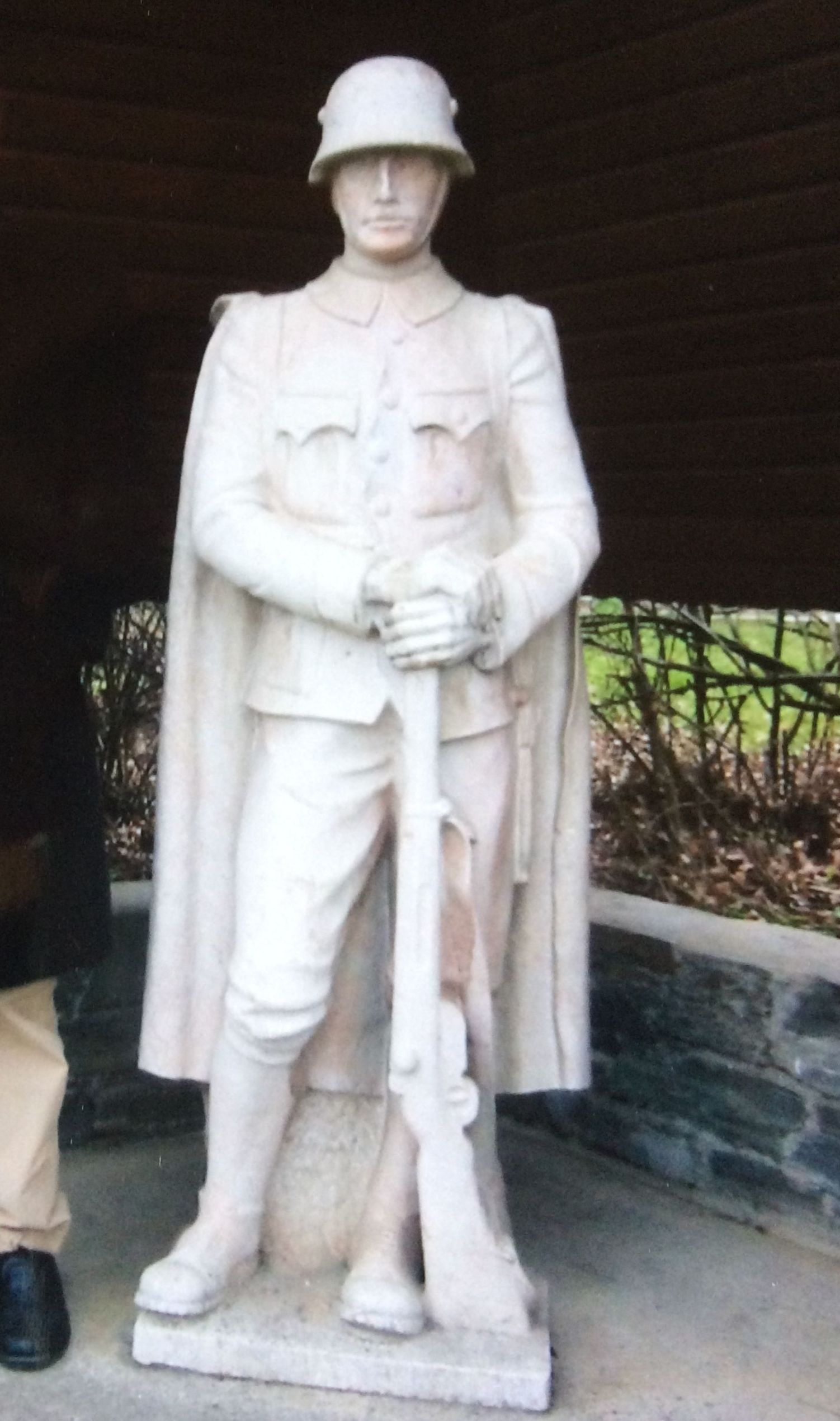
Kriegerdenkmal in St. Georgen a. Längsee
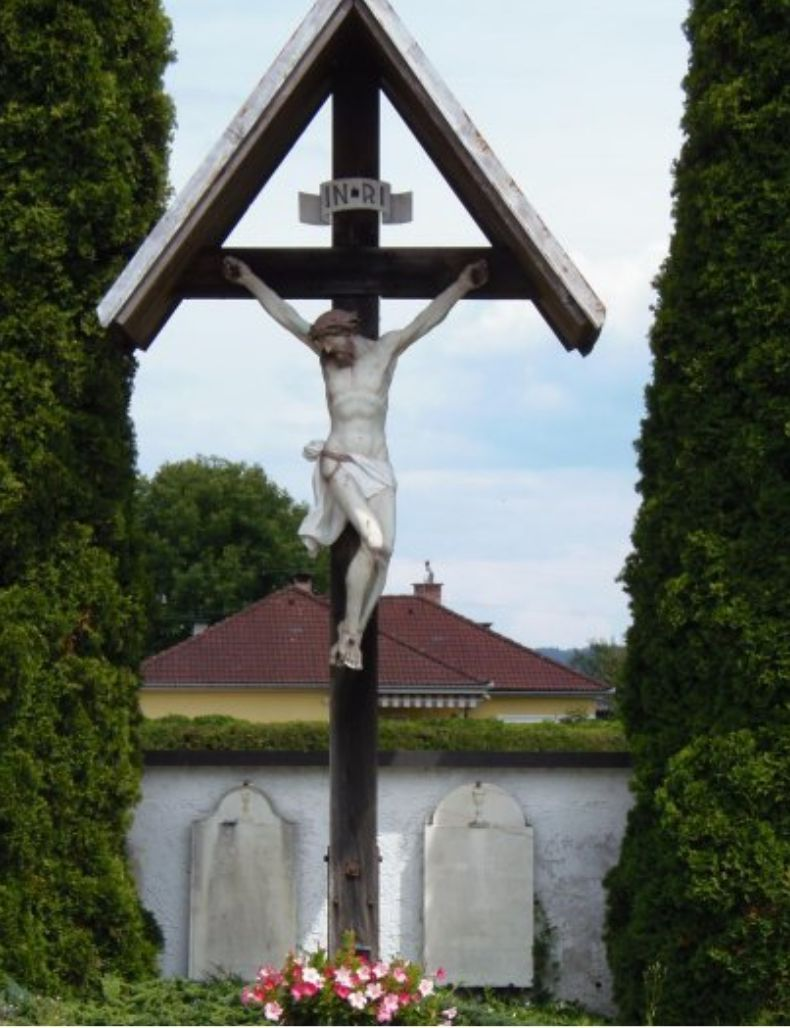
Friedhof Grafenstein
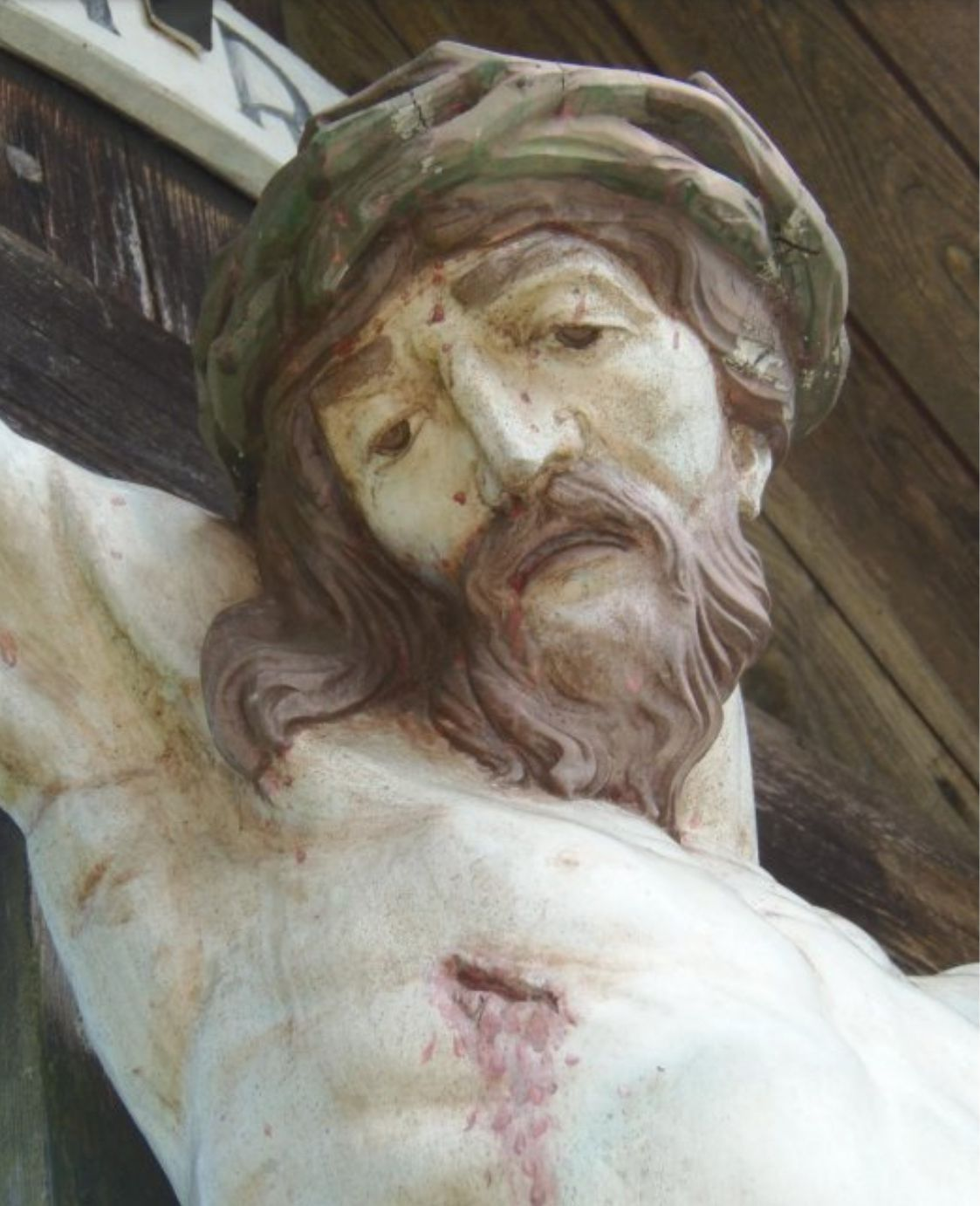
Detail Friedhofskreuz Grafenstein
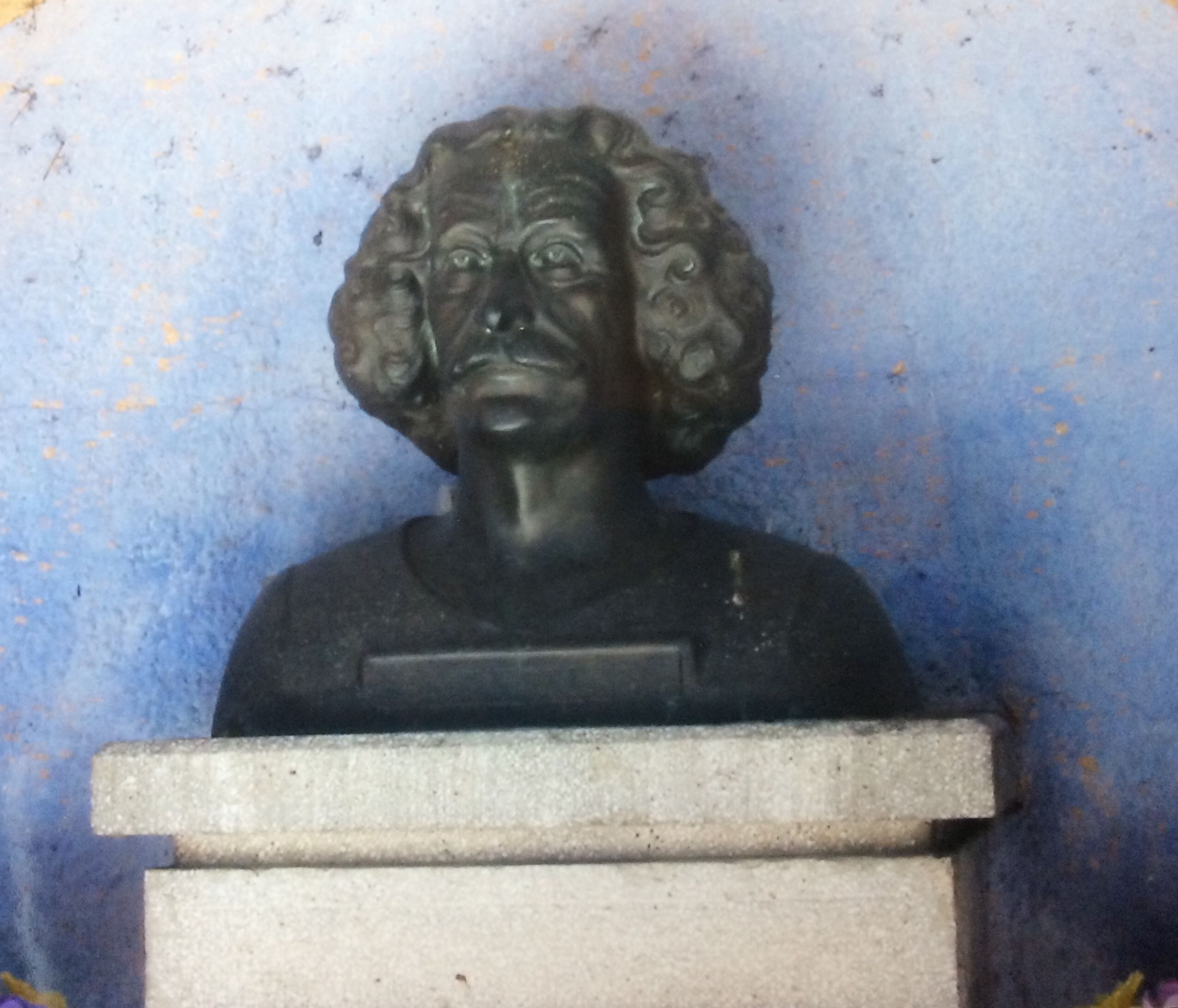
Familiengrab Essl in Hermagor
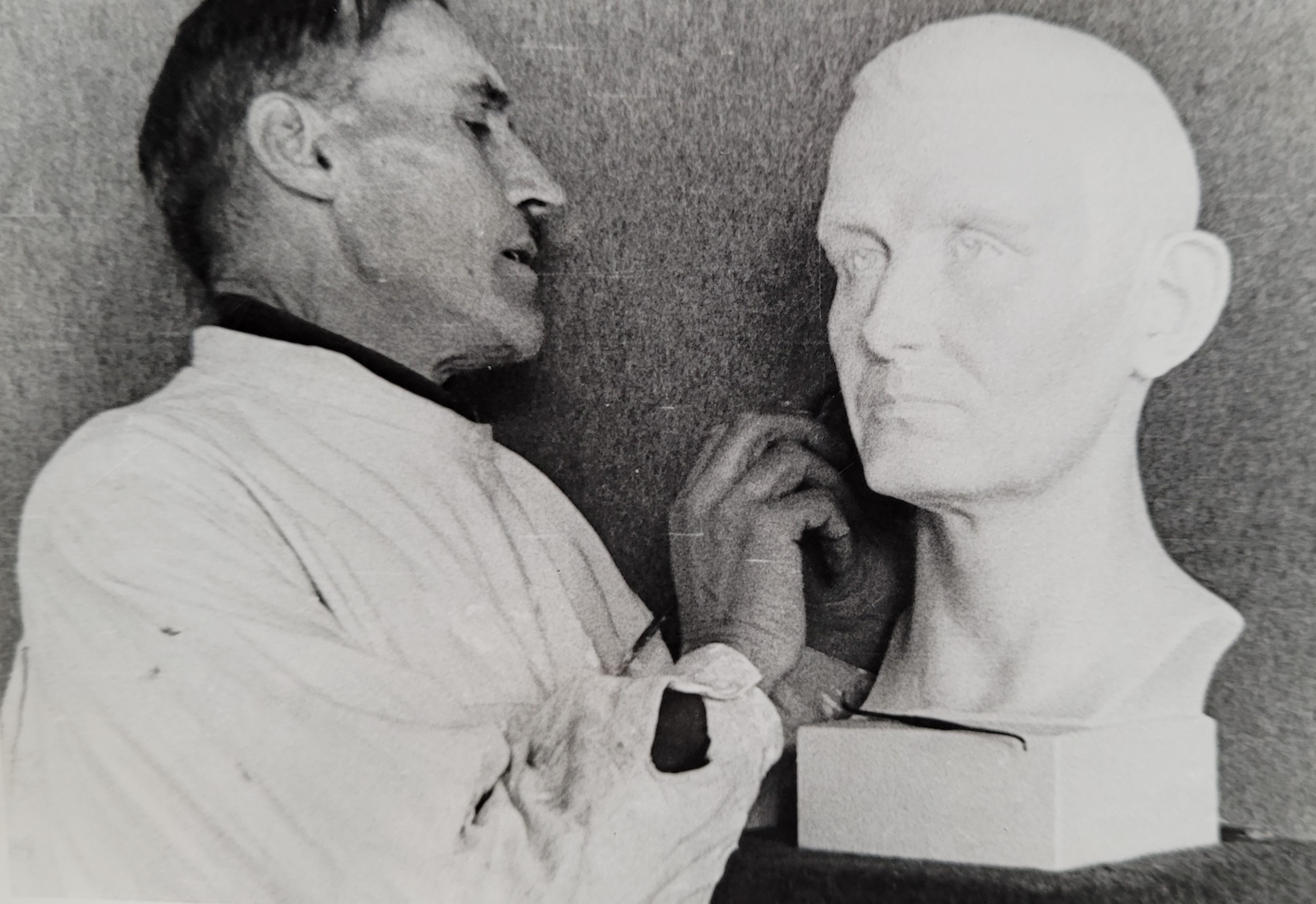
Max Domenig im Atelier
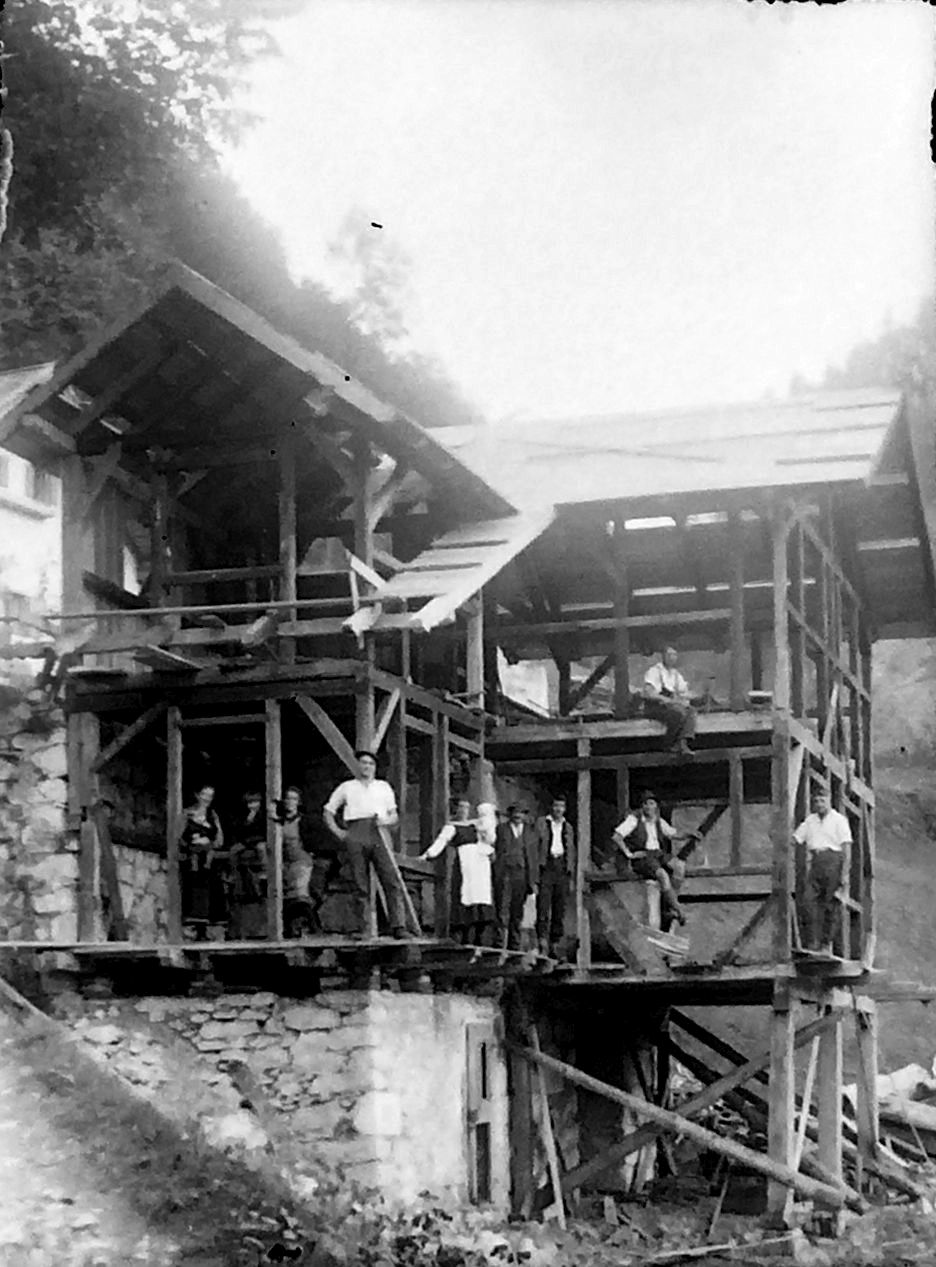
Bau des Bildhauerateliers
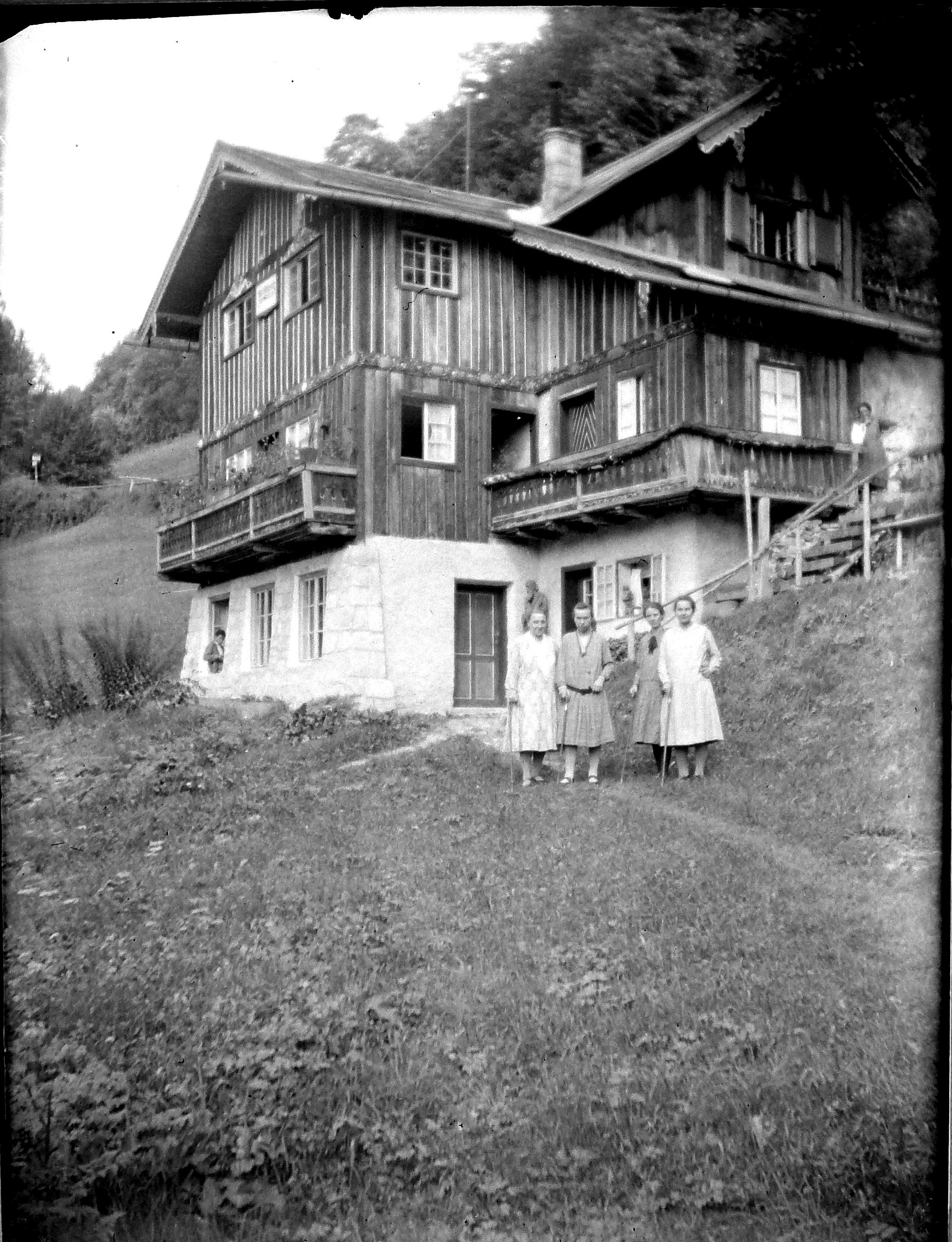
Bildhaueratelier an der Dürrnbergstraße in Hallein

## Ausstellungen
- 1983: Keltenmuseum Hallein, Der Tennengauer Kunstkreis präsentiert. Jakob Adlhart und sein Kreis. Strahlkraft einer Werkstatt. Keltenmuseum Hallein 1983 (GA)
- 1986: Keltenmuseum Hallein, Fürstenzimmer: Max Domenig – Gedächtnisausstellung, anläßlich des 100en Geburtstages von Max Domenig (EA)
- 1994: 1Blick. Kunst im Vorhaus, Hallein: Wenn Zwei sich streiten, Lindenholz, vergoldet; St. Christophorus, Holz; Portrait Lydia Dondorf, Holz; Akt, Graphitstift (EA)
- 2001: 1Blick. Kunst im Vorhaus, Hallein: Rattenfänger, Skulptur, Lindenholz (EA)
- 2011: 1Blick. Kunst im Vorhaus, Hallein:  Meine Frau, Lindenholzskulptur, Polimentvergoldung (EA)
- Die Stille-Nacht-Briefmarke 2018: Anbetung der Könige Relief von Max Domenig. Oberndorf bei Salzburg 2018[21]
- 2022: Pernerinsel Hallein, Alte Saline, 151 Jahre – Bildhauerstadt Hallein. Drei Holzskulpturen (GA)